# Renhållning och sophämtning i Stockholm

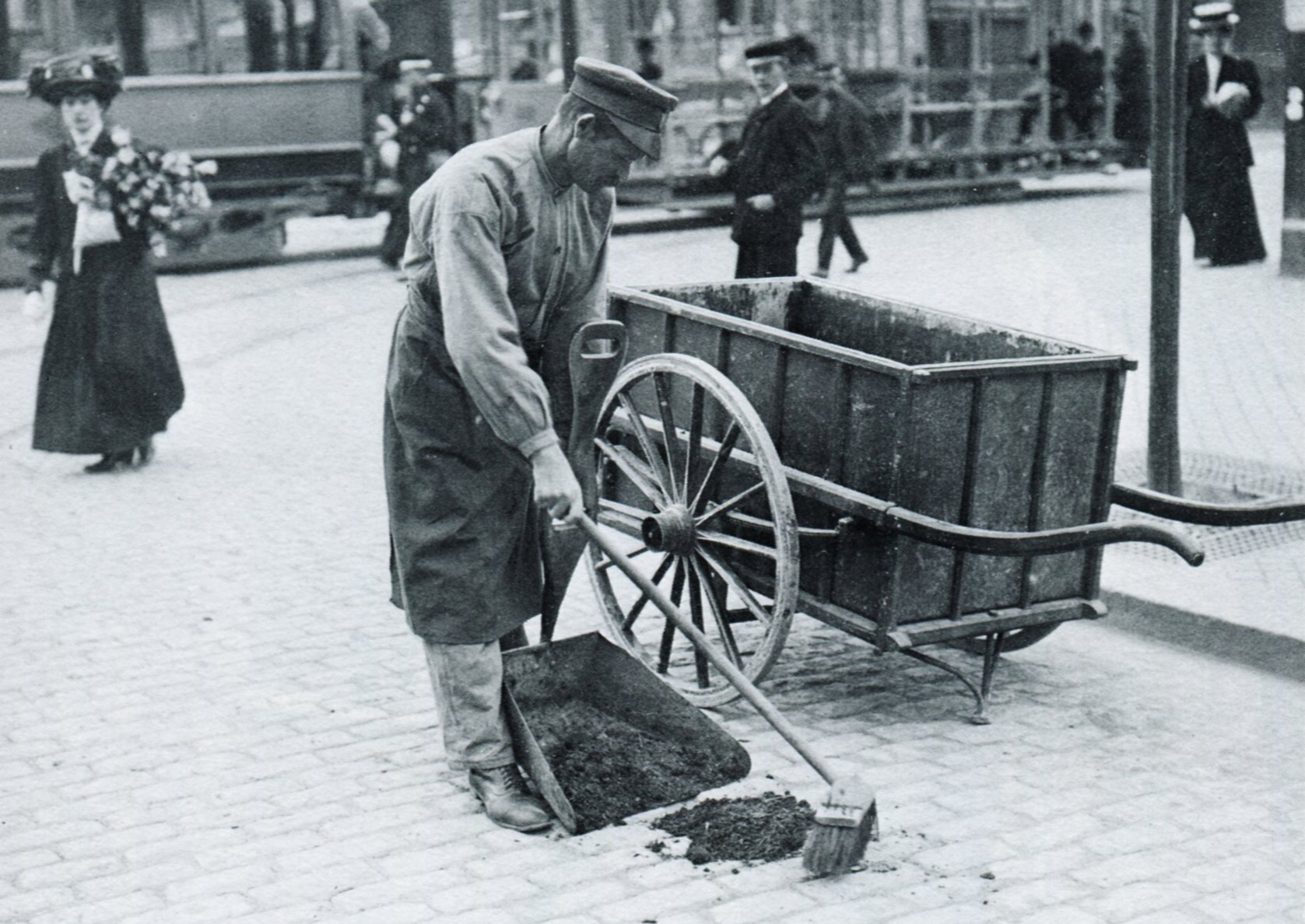
Gaturenhållning i Stockholm 1905.

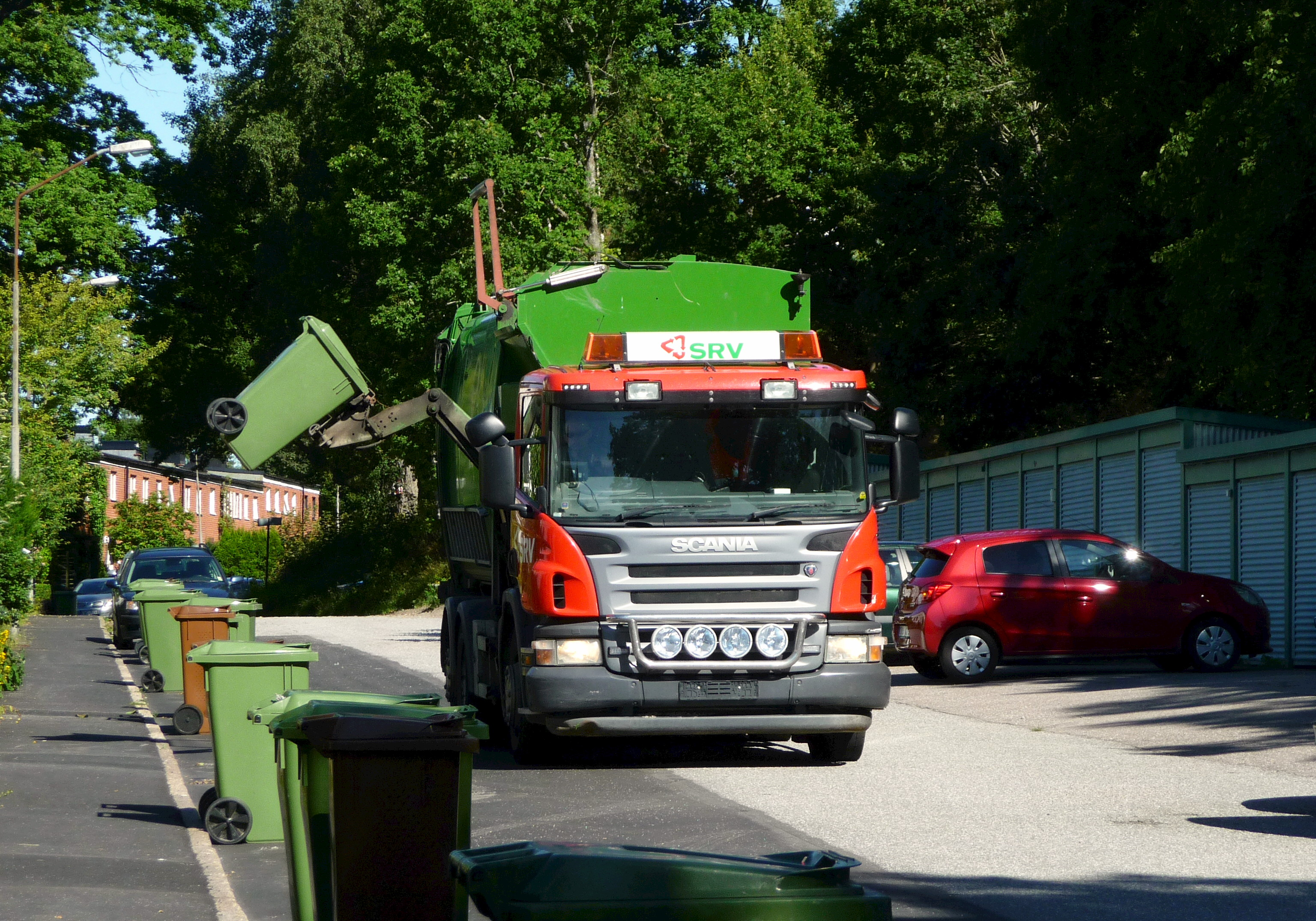
Sophämtning med lyftarm i Stockholm 2015.

Från medeltiden och fram till 1900-talets början var renhållningen i Stockholm ett problemfyllt område. En strid ström av kungörelser och förordningar utgavs, ibland med hot om böter, men oftast utan önskad framgång.
Renhållningen i Stockholm i ordnade former började genomföras först i mitten av 1800-talet, när det nygrundade Stockholms renhållningsverk övertog ansvaret för latrinhämtningen. Innan vattenspolningstoaletter blev vanliga i Stockholm utgjorde latrinhanteringen en stor del av stadens totala renhållning. År 1908 var latrinhämtningen som störst med 700 000 hämtade kärl. Därefter har stadens avloppsnät skött bortforsling av mänskliga exkrementer i allt större omfattning.
År 1902 började Renhållningsverket även med gaturenhållningen som liksom latrinhanteringen tidigare hade skötts av entreprenörer. Först år 1972 fick Stockholms kommun det sophämtningsmonopol och ansvar för hantering av hushållssopor som de i dag (år 2010) fortfarande innehar. År 2007 producerade Stockholms invånare 237 000 ton hushållssopor, som till största del eldades upp i två sopförbränninganläggningar: Högdalenverket och Uppsala Block 5 och där omvandlades till fjärrvärme.
Idag (år 2010) bärs huvudansvaret för renhållningen i Stockholm av Trafikkontoret, som verkställer trafik- och renhållningsnämndens beslut. Trafikkontoret sköter bland annat gatustädning, snöröjning, klottersanering, parkskötsel, allmän belysning, parkeringsövervakning samt ser till att staden har en effektiv avfallshantering.

## Historik

### Från medeltiden till 1750-talet

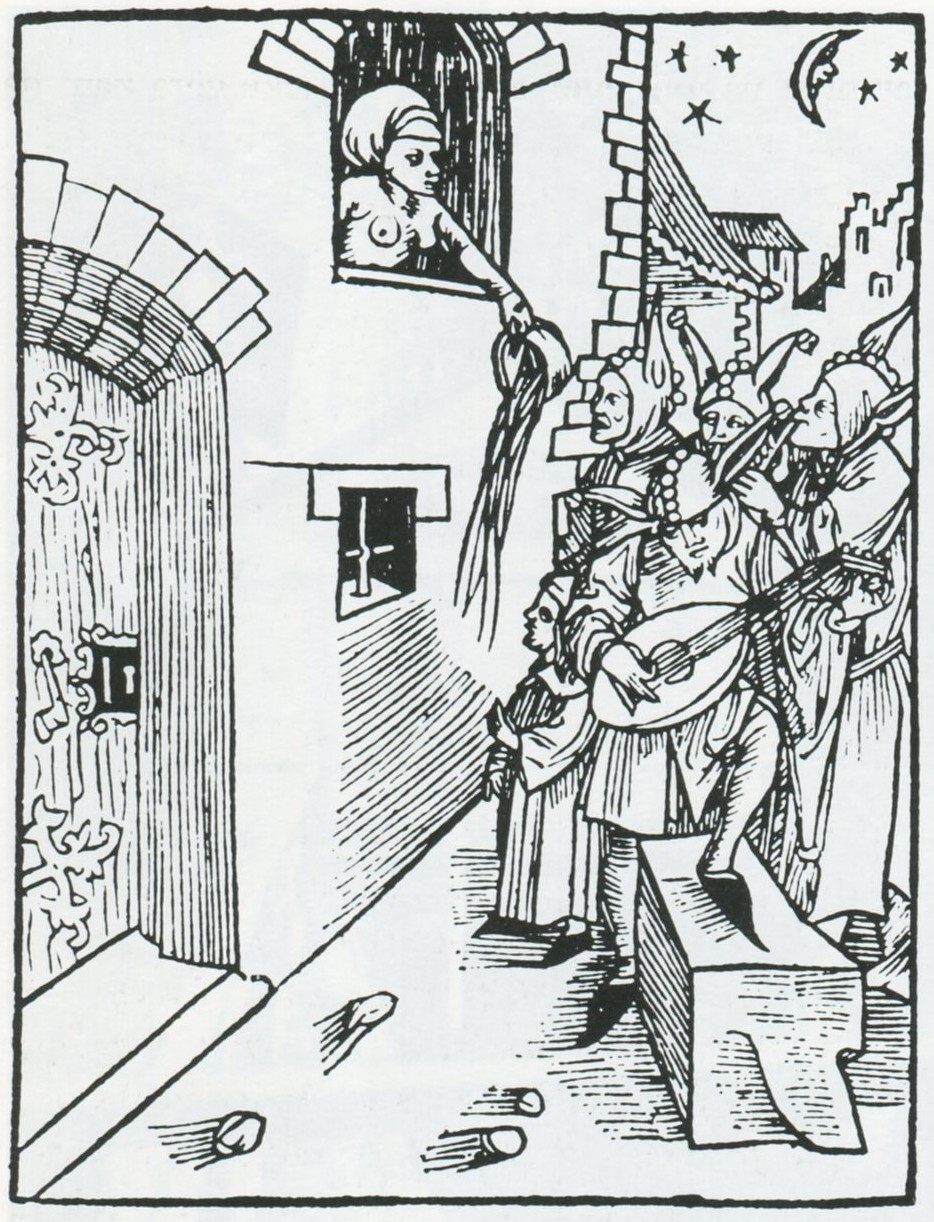
Denna medeltida illustration av ökänd konstnär visar hur en kvinna tömmer ut innehållet från sitt nattkärl genom fönstret. Stockhoms stadsmuseum.

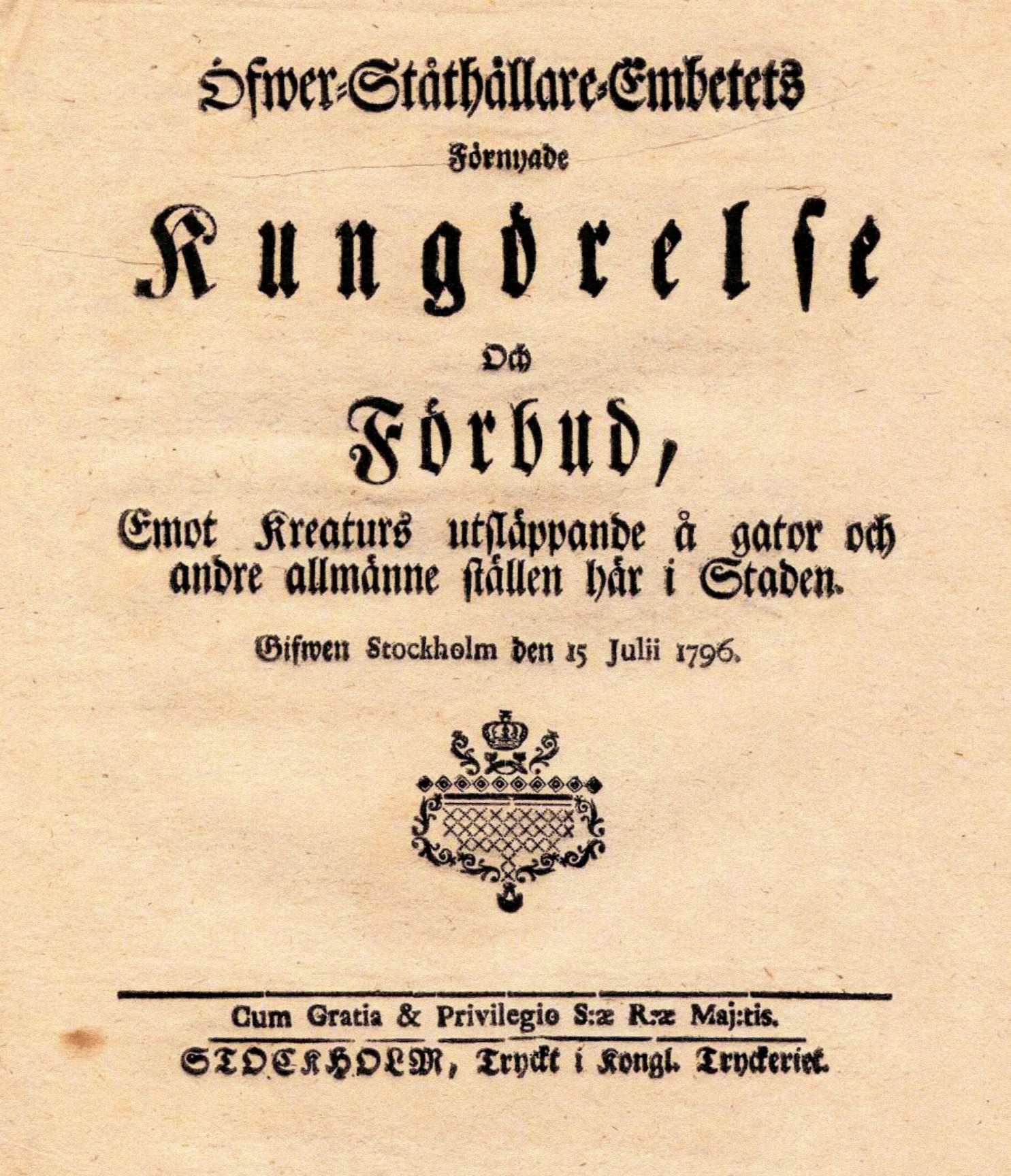
Kungörelse av den 15 juli 1796.

På medeltiden var det husägaren som hade skyldighet att ordna renhållningen i och omkring sin fastighet. Trots ett stort antal kungörelser, förordningar och hot om stränga straff var renhållningen i Stockholm ett ständigt problem. I Bjärköarätten från omkring 1300 hotades med bötesstraff för den som ej ”… rensar sina gator och vägar före den dag som förelägges.” I Magnus Erikssons stadslag från mitten av 1300-talet föreskrevs det hur ”hemlighus” (avträden) skulle byggas. Där fastslogs bland annat att ”Ingen får bygga hemlighus bredvid sin granne eller vid allmän gata. […] Den som bygger annorlunda, skall bryta upp och böta sex marker till treskifte.” På slutet av 1400-talet kom flera tillägg till förordningarna, bland annat ”Den som kastar eller skottar från sin gata in på grannens gata eller tomt böte sex örar till treskifte.”
Fastighetsägarens skyldighet att renhålla, bygga och reparera gatan utanför sin tomt sträckte sig från tomtgränsen och ut till gatans halva bredd, dock högst 12 alnar (7,13 meter), därutöver var det stadens ansvar. I praktiken gällde därför stadens ansvar bara större torg och öppna platser. Stadens medborgare betraktade gatan som en plats där man kunde slänga allt man ville bli av med. Gångtrafiken fick flytta sig till gatans mitt, och där var det gott om hästspillning. I gränderna kunde det bli en besvärande stank, särskild sommartid. Därtill kom boskapsskötseln inne i staden, där varje gårdsägare kunde hålla en ko och flera svin. På sommaren befann sig  djuren på malmarnas betesmarker men på vintern var de mitt inne i staden.
I ett burspråk (framförandet till medborgarna) från 1476 berättas att svinen släpptes ut om nätterna, där de fick böka i sophögarna som låg längs gator och gränder. År 1633 utfärdades ett förbud mot att släppa ut boskap och svin på Klara kyrkas kyrkogård ”… vilket är en styggelse och förbjudet av både Gud och Människor”. Att boskap sprang omkring ute på Stockholms gator fortfarande på 1700-talets slut uppmärksammades i en kungörelse från den 15 juli 1796, där överståthållarämbetet återigen kom med ett ”Förbud, Emot Kreaturens utsläppande å gator och andre allmänne  ställen här i Staden.”
För att få ordning på sopproblemet skulle kvartersmästare övervaka renhållningen, men resultatet var inte övertygande. År 1481 skulle en särskild inspektör förbättra renhållningen i hamnen, men inte heller denna åtgärd hade någon större effekt. Vid sidan om sopproblemet fanns även latrinproblemet. Renhållningen från avträden var den enskildes angelägenhet. Latrintunnor var okända och sina behov uträttade man i en grävd grop på bakgården; ibland fanns en överbyggnad i form av ett enkelt skjul över gropen. Mycket latrin hamnade direkt på gatan. I Stockholms tänkebok för år 1551 står det bland annat att en deltagare i ett dryckeslag uträttade sina behov genom ett fönster och därvid ramlade ner på gatan och slog ihjäl sig.
Att stadens medborgare skulle sköta renhållningen frivilligt och utan ersättning fungerade helt enkelt inte. Det framgår av de ständiga uppmaningarna antecknade i stadens tänkeböcker, som gick ut på att renhållningen skulle förbättras.
I slutet på 1600-talet gav kung Karl XI själv ut en förordning att folk från rasphus och spinnhus skulle sättas i arbete flera gånger i veckan i avsikt att föra bort all orenlighet från gator, torg och brunnar. Under 1700-talet kom förordningar som i stort sett upprepade tidigare bestämmelser. Till och med Stockholms stadsarkitekt Nicodemus Tessin d.y. engagerade sig i renhållningsfrågan. År 1723 framlade han ett omfattande förslag om hur renhållningen skulle organiseras. Förslaget väckte en våldsam opposition av borgerligheten, som skulle stå för kostnaderna.

### Renhållningslagen och entreprenörer

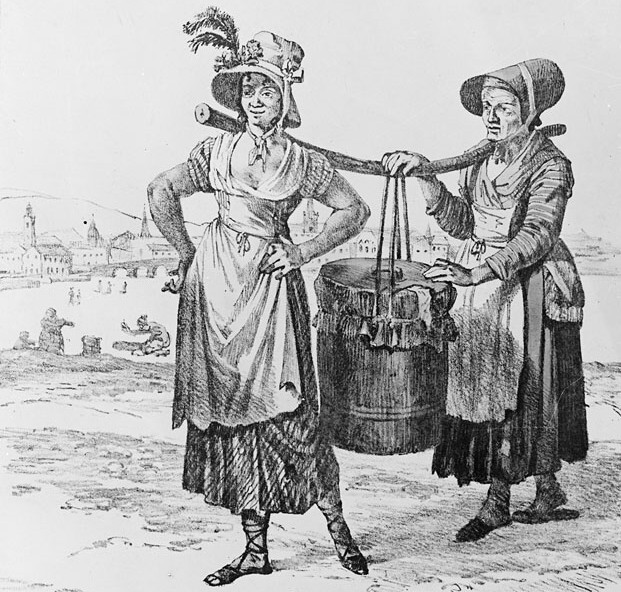
Två latrinbärerskor med en avfallstunna mellan sig, litografi av C W Svedman från 1820. Stockholms stadsmuseum.

År 1754 kom ett första förslag att låta entreprenörer hämta latrin och avfall, samt städa gatorna. Även det förslaget motarbetades och blev aldrig utfört. Stockholms medborgare fortsatte att slänga sitt avfall varhelst det passade – även i stadens vattendrag som sakta fylldes igen och blev till stinkande ”flugmöten”. Exempel på detta är bland annat Träsket, Katthavet och Fatburen. På Mälartorget i Gamla stan fanns på den tiden en enorm latrin- och avskrädeshög, omgärdad av plank, där stadsdelens latrintunnor tömdes. Platsen kallades därav för Flugmötet, namnet var såpass officiellt att det upptogs i en vägvisare från år 1844.
Genom hela medeltiden och ända fram till mitten av 1700-talet, gällde i princip Bjärköarättens och Magnus Erikssons stadslag med diverse tillägg om renhållningen i Stockholm. Renhållningslagen från år 1760 var den första realistiska förordningen som lätt skulle kunna tillämpas rent praktiskt. I detalj beskrevs hur sopor skulle omhändertas och hur snö skulle röjas eller inte röjas. I denna förordning reglerades även för första gången att entreprenörer skulle borttransportera latriner.
Medborgarna var skeptiska mot entreprenadsystemet, men år 1774 tecknades ett tioårskontrakt med en firma som skulle renhålla gator och allmänna platser, men bara i Gamla stan. I kontraktet ingick bland annat snöröjning och isborttagning från gatorna samt viss sophämtning hos privatpersoner. Totalt innehöll kontraktet 32 paragrafer tillsammans med en vitesklausul.
Man försökte utnyttja avfallet på olika sätt, exempelvis såldes latrin som gödsel till bönder. Arbetet med latriner hade låg status och det var kvinnliga tukthusfångar, så kallade ”skitbärarkärringar” eller något finare ”pudrettdamer” (efter pudrett), som fick utföra det praktiska arbetet.

### Renhållningsverket grundas

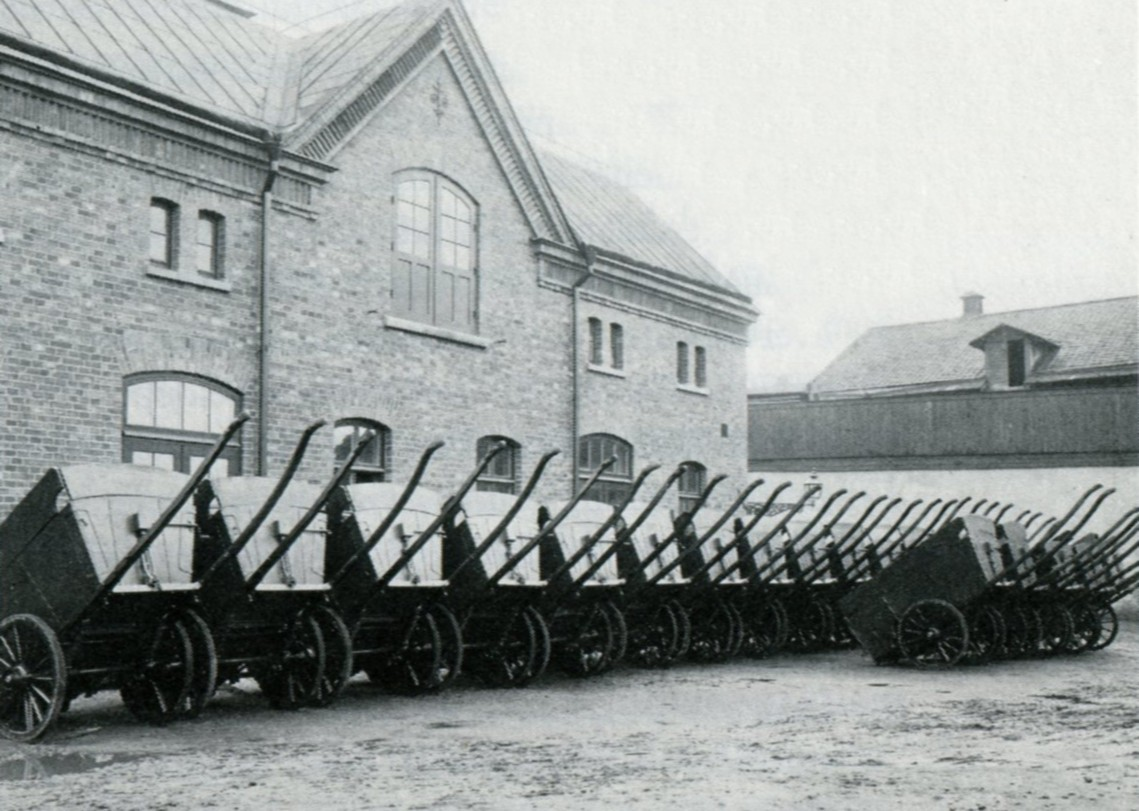
”Västra renhållningsstation”, år 1910.

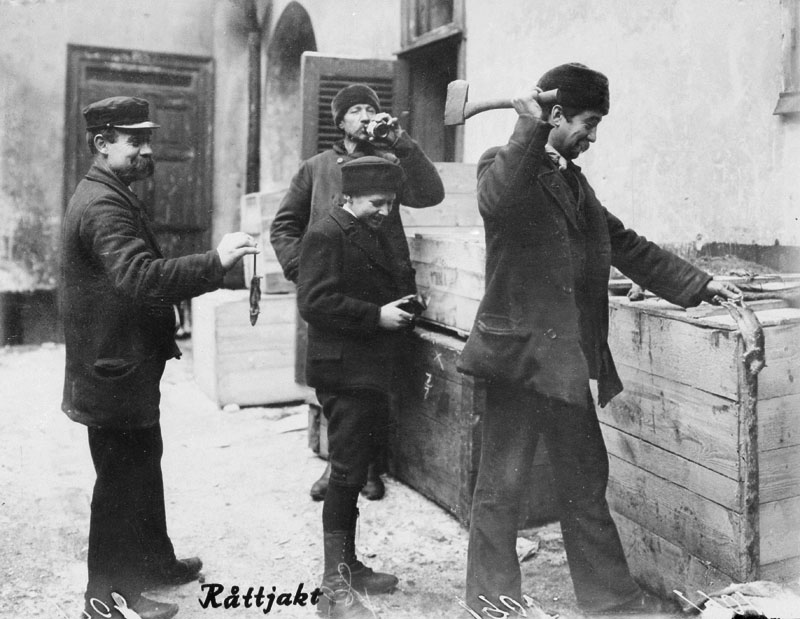
Råttjakt på Norrmalm, ca år 1900.

I princip fortlevde det gamla systemet genom hela 1800-talet, fram till år 1902 då Stockholms stad övertog all gaturenhållning. Avträdesrenhållningen hade staden redan övertagit år 1859 då Stockholms renhållningsverk inrättades. Beslutet att sköta latrinhanteringen hade påskyndats av koleraepidemin som drabbade Stockholm år 1854.
På den här tiden bodde cirka 92 000 invånare i Stockholm, som var en av Europas osundaste städer. Dödligheten var mycket hög, uttalat mycket högre än på landsbygden, även i jämförelse med andra europeiska storstäder som var betydligt större än Stockholm. De som kunde, skaffade sommarnöjen i stadens utkanter eller i Stockholms skärgård och lämnade sommartid den stinkande staden.
Den sanitära situationen var mycket otillfredsställande på 1800-talets mitt. Ännu på 1850-talet dog vart tredje barn före ett års ålder och medellivslängden i Stockholm var endast 20 år för män och 26 år för kvinnor. Efter år 1850 drabbades Stockholm nästan årligen av koleraepidemier och ännu vid epidemin från år 1872-1873 kunde ingen förklara vad exakt det var som förorsakade sjukdomen, bara att det hängde ihop med hygienen. Först år 1884 upptäckte den tyske bakteriologen Robert Koch kolibakterien och sammanhangen klarnade.
I samband med att stadens renhållningsverk kom igång år 1859 och att Stockholms första vattenverk, Skanstullsverket, invigdes år 1861 (se Vatten och avlopp i Stockholm) sjönk dödligheten direkt. En politiker som starkt förordade bättre hygien var riksdagsledamoten och stadsplaneraren Albert Lindhagen. Han stod bakom förslagen för bland annat nya ordnings- och hälsovårdsstadgan i rikets städer. Hälsovårdsmyndigheterna i Stockholm räknade år 1894 åter med en ny koleraepidemi, lik den som två år tidigare hade drabbad Hamburg, men epidemin uteblev mycket beroende på långsamfiltrerat dricksvatten och ordnad sop- och latrinhämtning.
En i våra ögon mera kuriös ”renhållning” var råttjakt i Stockholms innerstad. För varje uppvisad råttsvans fick råttjägaren 2 öre i början av 1900-talet.

## Avträdesrenhållning

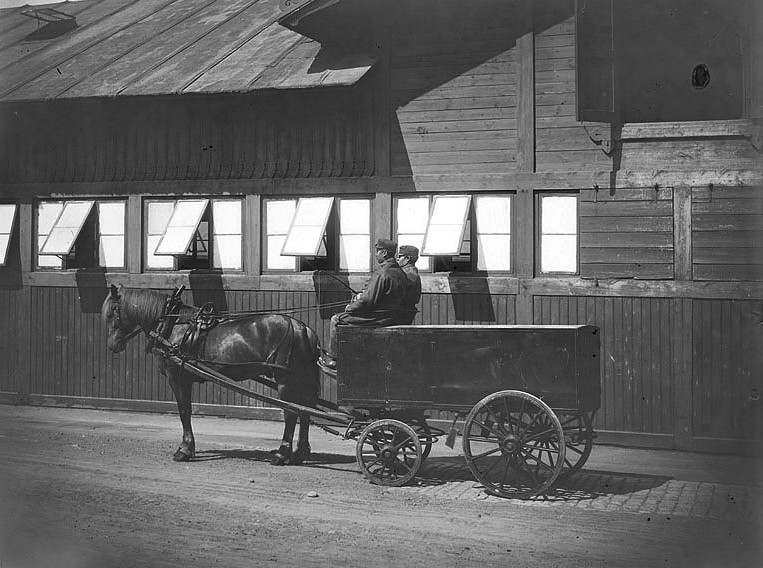
Latrinvagn runt år 1900.

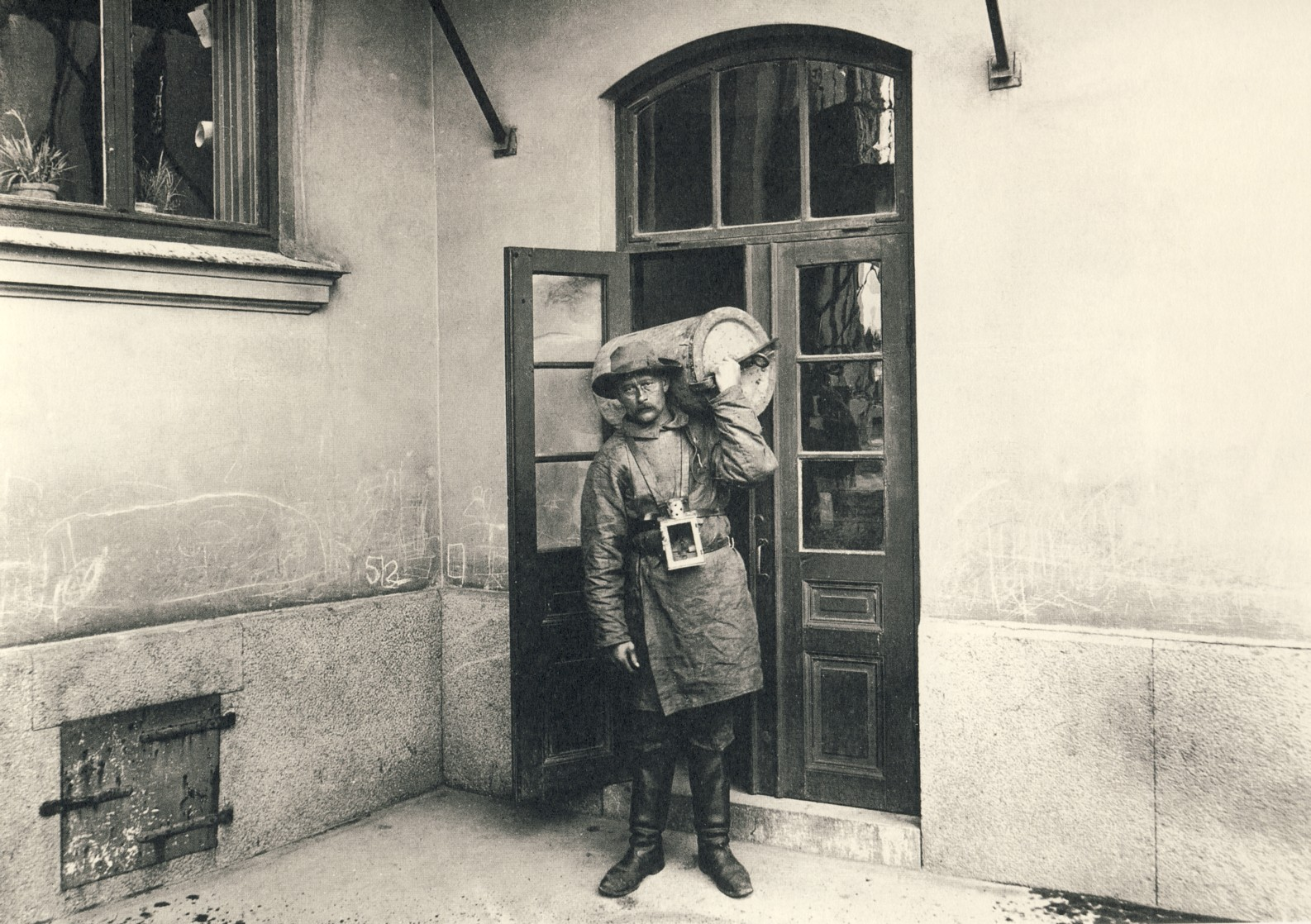
Latrinman i Stockholm runt år 1910.

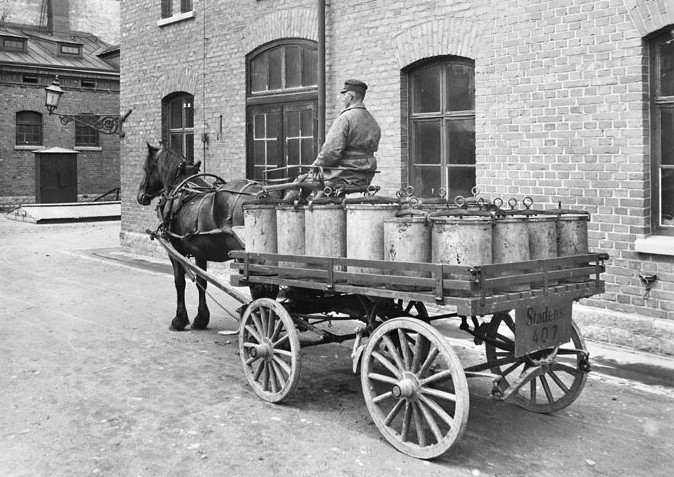
Latrinvagn med plåtkärl år 1906.

Före vattentoaletternas tid i Stockholm var latrinhanteringen en stor del av stadens totala renhållning. År 1849 köpte Stockholms stad ögruppen Fjäderholmarna för att forsla dit latrinavfall. En del av avfallet skeppades sedan vidare till egendomar i skärgården för att användas som gödsel. Redan efter nio år fick man sluta med verksamheten, det luktade illa när öarna passerades och klagomålen var många.
Lösningen på problemet blev Lövsta sopstation som hösten år 1889 kunde börja med sin verksamhet när det första soptåget ”Silverpilen” med avfall och latrin gick från Stockholm till Lövsta. Efter en del protester från befolkningen i omgivningen gavs år 1893 klartecken att behålla och utöka stationen.
Strax innan sekelskiftet år 1900 kom de första vattenklosetterna i bruk, men det var förbjudet att använda vatten från stadens vattenledningar till spolning, då man fruktade att vattnet inte skulle räcka till. Vattentoaletter fick enbart anslutas till stadens vattenledning efter att ett speciellt tillstånd hade erhållits, och år 1895 fanns bara ett fyrtiotal hus med WC. Eftersom staden ännu saknade avloppsreningsverk (det första var Bromma reningsverk, invigt år 1934) flyttade man enkom latrinproblemet från landbacken till strandkanten – om inte WC-stolen anslöts till en egen tank. En engelsk expert, professor E. Frankland menade: ”Vattenklosettsystem bör aldrig tillåtas utveckla sig därhän, att det bliver det allmänt använda sättet för avlägsnande av exkrementer i Stockholm.”
Hämtning av latrinkärl skedde efter "budning"; den budande uppgav namn och adress samt avträdesnummer.  Uppsamlingsställen för latrin var vid Nybrokajen och Stadsgården, för att därifrån vidaretransporteras med pråm till Fjäderholmarna. Trots att man strödde sågspån på de öppna kärlen hamnade ofta en del av innehållet på gatan. På den kalla årstiden blev hanteringen av latrintunnorna särskilt besvärligt och smutsigt. Innehållet frös fast och fick nödtorftigt hackas ut. Efter år 1889, när ”Silverpilen” från Spånga till Lövsta sopstation kom igång, sattes kärlen i en specialbyggd järnvägsvagn för vidaretransport till Lövsta. På Fjäderholmarna utfördes enbart sysslan att rengöra tunnorna.
År 1908 var Stockholm uppdelat i 14 så kallade budningsdistrikt, och då var latrinhämtningen som störst med 700 000 hämtade kärl. Vid sekelskiftet år 1900 kostade hämtningen 50 öre/kärl. Då fanns även ett latrinkärl av plåt som slöt tätt och som en man kunde bära på axeln ut till hämtningskärran. Vid normal fyllningsgrad vägde ett kärl cirka 55 kg.
Efter år 1909 blev det tillåtet att använda vatten från stadens vattenverk för toalettspolning. Då sjönk antalet hämtade latrinkärl drastiskt trots att befolkningsantalet samtidigt steg kraftigt. Undan för undan tog stadens avloppsledningar hand om den typen avfall. Innan det fanns vattenklosett i varje bostad samlade en hel yrkeskår in latrin från stadens utedass för vidare transport ut till Lövsta där latrintunnorna tömdes och rengjordes. För ”förädlingen” av latrin byggdes en så kallad pudrettfabrik (pudrett är en blandning av  latrin och torv). Den erhållna produkten såldes som  gödsel till handelsträdgårdarna i Hässelby med omnejd.
Latrinhanteringen upphörde på Lövsta år 1976; därefter utfördes arbetet vid Gladö kvarn i Huddinge kommun. Fram till år 1958 ansvarade renhållningsverket så gott som ensamt för avträdesrenhållningen i Stockholms centrala delar, därefter sköttes uppgiften av entreprenörer. Ända in på 1950-talet var torrdassen vanliga i de äldre byggnaderna i Stockholms innerstad. De sista dassen försvann under Norrmalmsregleringen på 1950-talet och upprustningarna runt 1960- och 1970-talen.

## Gaturenhållning

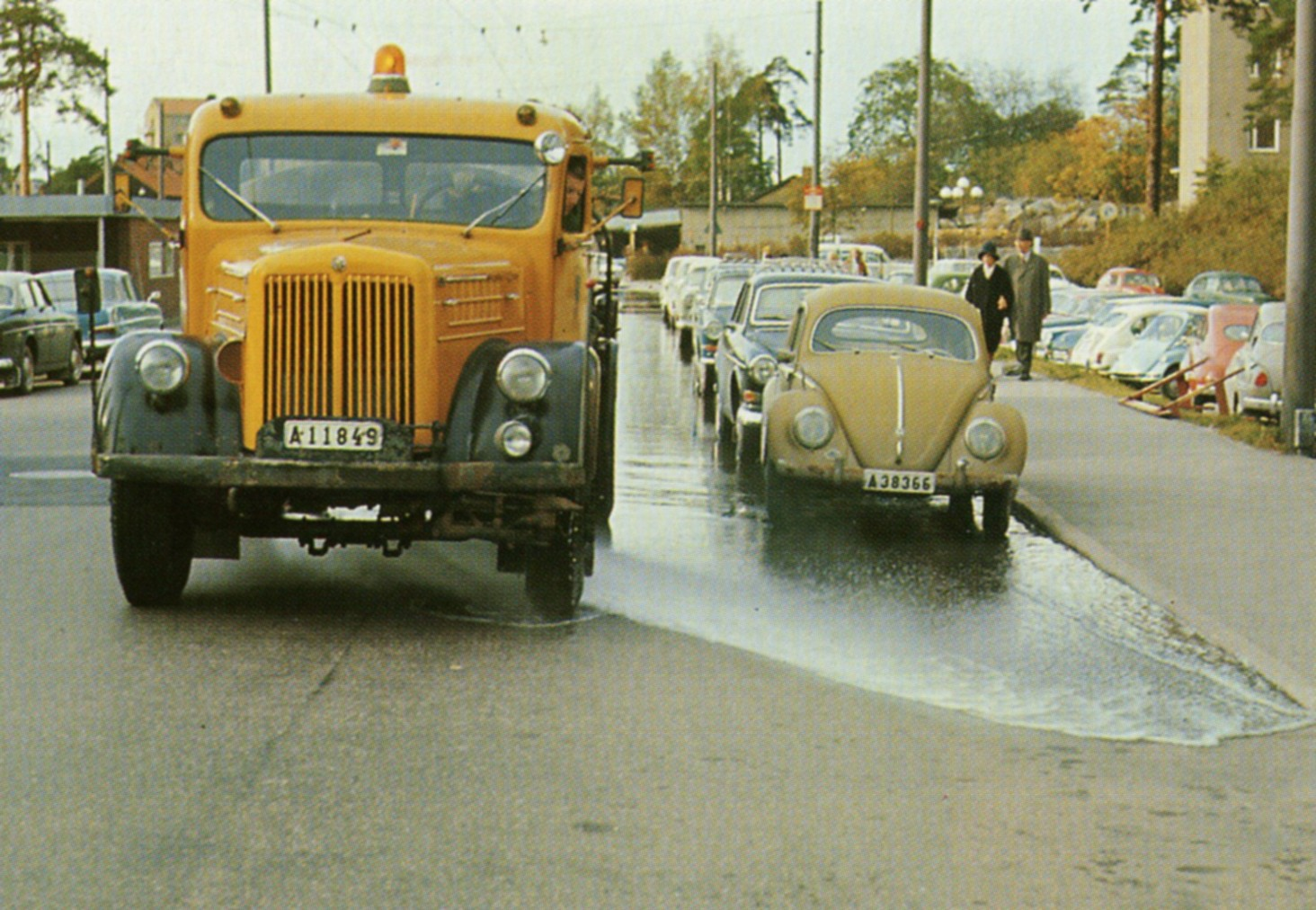
Vattenspolning i början av 1960-talet.

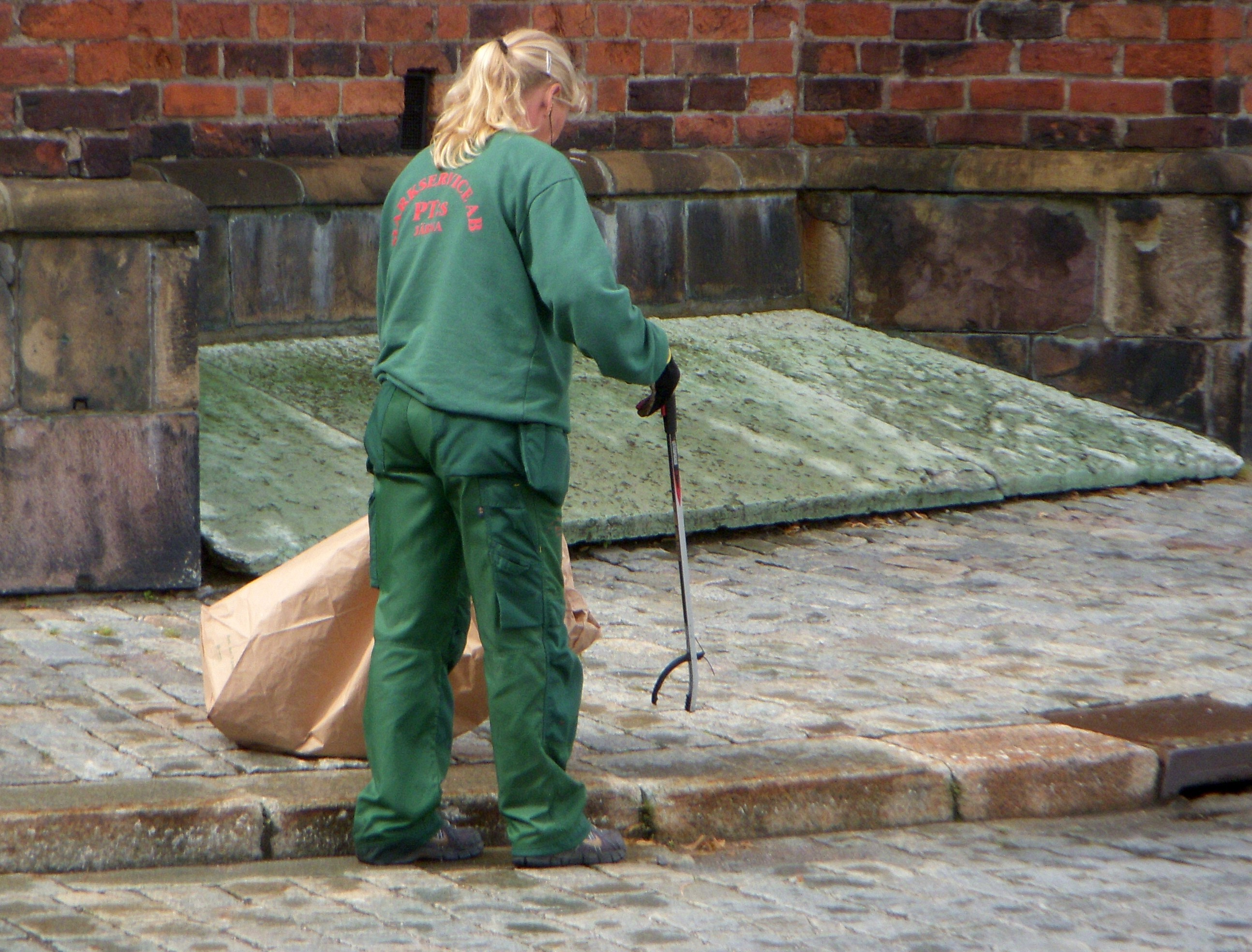
Manuell skräpplockning 2010.

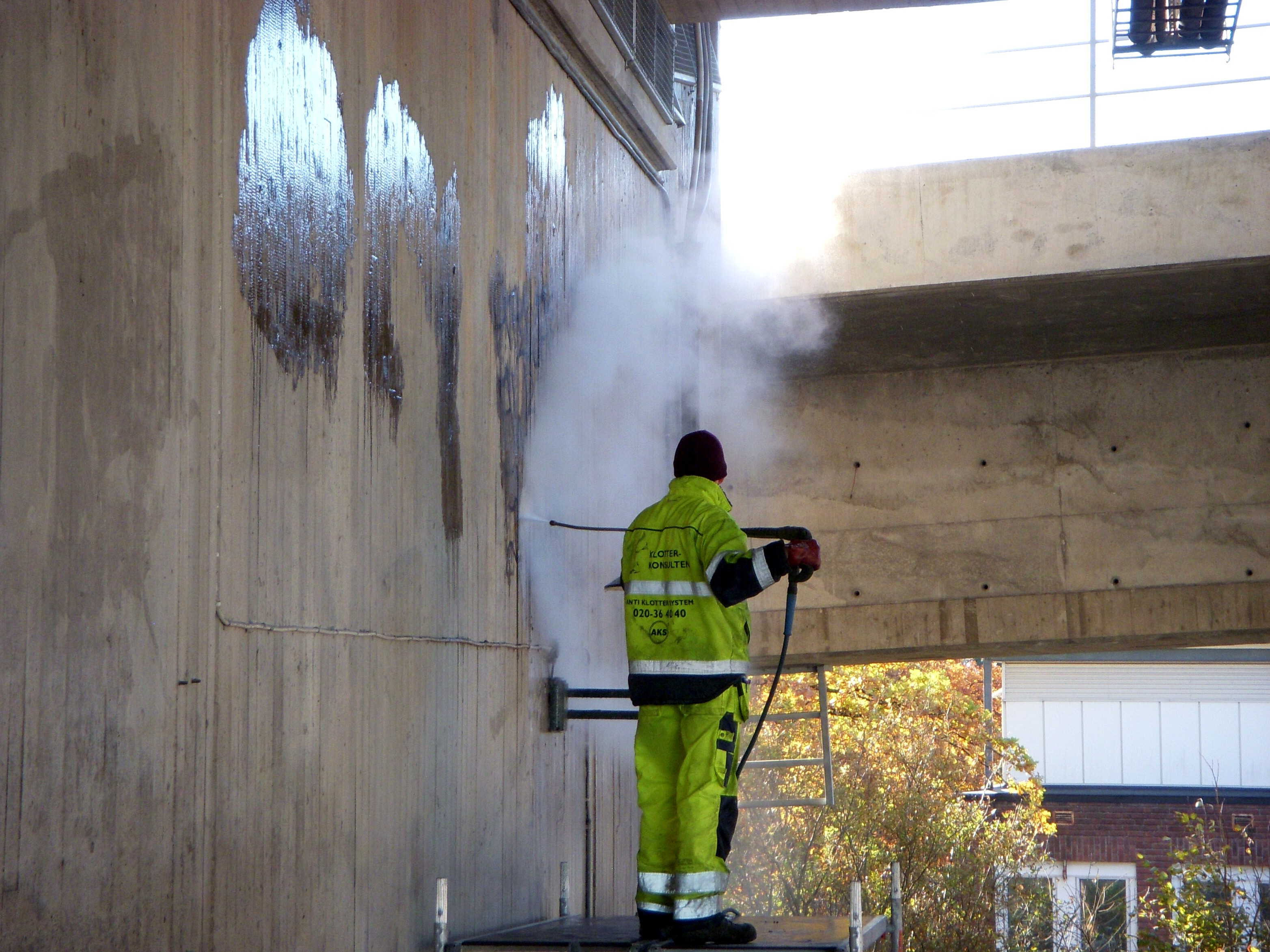
Klottersanering 2010.

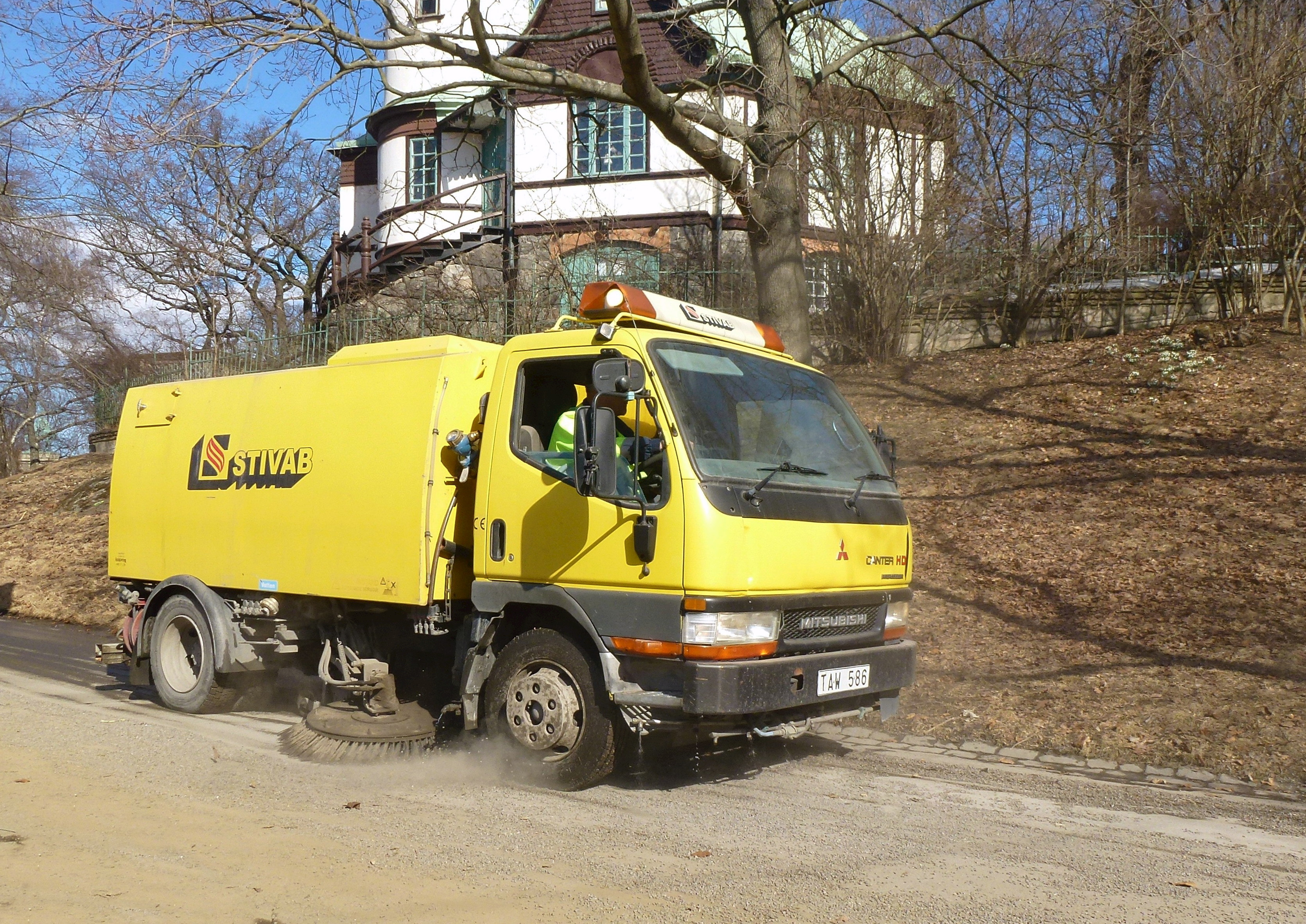
Sandupptagning efter vintern 2013.

Med gaturenhållning menas exempelvis sopning och spolning samt snöröjning av stadens gator och torg. Även tömning av stadens papperskorgar, klottersanering, lövkrattning och slamsugning av gatubrunnar är numera en del av gaturenhållningen.
År 1902 övertog Stockholms stad gaturenhållningen från privata entreprenörer. Tidigare hade fastighetsägaren skyldigheten att ”… var för sin egendom bestrida renhållningen av gator och allmänna platser med därtill hörande trottoarer, rännstenar och avloppsbrunnar”. Fastighetsägarna anlitade ofta entreprenörer där så kallade renhållningshjon sopade gatorna.
Stockholms stad organiserade gaturenhållningen med militär disciplin och till en början indelades staden i sju distrikt. I början av 1900-talet fanns det fem renhållningskaserner, bland annat vid Surbrunnsgatan 18 och Blekingegatan 51. Till kasernerna hörde en omfattande hästdragen vagnpark; år 1910 hade man 200 hästar. I stadens egna verkstäder reparerades vagnarna och dessutom tillverkades sopkvastar och borstar till maskinsopning. Renhållningsverkets befäl bar uniform.

### Barmarksrenhållning
Innan bilismens genombrott var det även mycket hästspillning som skulle omhändertas. En vanlig sommardag år 1910 kunde 93 hästar och 271 man vara i arbete för att hålla stadens gator rena. Under dagen samlade de ihop cirka 130 ton skräp. Då ingick även vattenspolning av vägbanor med tankvagnar, särskilt på makadambelagda vägar, för att minska dammbildning. Sommartid förekom även sandning av stensatta gator i avsikt att förhindra att hästar skulle halka. De hästdragna sopvagnarna var konstruerade så att innehållet lätt kunde tippas ned i järnvägsvagnarna, som i sin tur åkte vidare ut till Lövsta sopstation. Hästepoken varade fram till 1920-talet.
Efter 1920-talet ersatte motordrivna maskiner allt mer hästen. Inom en tioårsperiod försvann nästan alla hästar från Stockholms gator, och med dem även en hel del avfall (hästspillning). Den totala mängden avfall minskade och bestod numera huvudsakligen av papper, papp och trärester. Från och med 1950-talet var den slutliga övergången till motordrivna redskap fullbordad. Fortfarande utförs dock en hel del renhållningsarbeten manuellt med eller utan hjälp av maskiner, som upplockning av skräp, tvättning av trafikskyltar, klottersanering, hopsamling av löv med bärbart blåsaggregat, tömning av papperskorgar, slamsugning av rännstensbrunnar eller trädbeskärning i Stockholms grönanläggningar.

### Klottersanering
Att Stockholms byggnader och tunnelbanetåg vandaliseras med klotter är ett relativt nytt fenomen. Först sedan mitten av 1980-talet har klotter blivit allt vanligare i den offentliga miljön med tags över stora ytor och så kallade bombningar av tunnelbanevagnar. Klotter betecknas som skadegörelse och är en förseelse som åtalas. Grovt brott kan ge upp till fyra års fängelse. Sanering av klotter kostade år 2009 Stockholms stad och Storstockholms Lokaltrafik runt 200 miljoner kronor. Stockholm har en policy som bland annat innefattar en garanti om sanering inom 24 timmar. I samband med sanering sker också dokumentation och polisanmälan. Om klotter sitter på fastighet eller anläggning som inte tillhör staden kontaktas fastighetsägaren med uppmaning om omedelbar sanering. Mellan 2007 och 2014 hade staden en nolltolerans mot klotter, men på grund av både kritik och maktskiftet i kommunfullmäktige efter valet 2014 togs nolltoleransen bort. För att minska klotter har staden infört ett antal lagliga väggar där det är tillåtet att klottra 

### Snöröjning och halkbekämpning
Under historiska tider användes på vintern slädar för allmänna transporter. Över isarna anlades många tillfälliga vintervägar. Snö skulle helst inte bortforslas. Dessa förhållanden varade till tiden för första världskriget. I och med att motorfordon började köra på Stockholms vägnät blev röjningen av is och snö från stadens gator en ny uppgift för renhållningsverket.
Man utarbetade en vinterrenhållningsplan som bland annat innefattade snösopning och snöplogning, ishyvling, sandning av gångbanor, uppsamling av snö i högar och bortforsling. På 1910-talet kunde man se hästdragna, hjulgående snöplogar på Stockholms gator, men det vanliga var hästdragna slädar och vanliga handkärror. Vid större snöfall hyrdes extrapersonal in som skulle jobba i ”snösvängen”. Vidare hyrde man även fordon med hästar och kusk för bortforslingen av snön.
Snön samlades på stora högar eller tippades i stadens vattendrag, exempelvis längs Strandvägen, vid Tegelbacken eller längs Norr Mälarstrand; år 1980 fanns 17 tipplatser. Numera krävs tillstånd från Naturvårdsverket för att få tippa snö i vattendrag. Under den snörika vintern 2009/2010 var snöröjningsarbetarna i Stockholm tvungna att tippa snö i bland annat Riddarfjärden och Saltsjön – och fick dispens för det. Även för åren 2011 och 2012 fick Stockholm dispens för tippning av 800 000 m3 snö i stadens vattendrag.
Liksom barmarksrenhållningen blev även vinterrenhållningen efter 1950-talet helt motoriserad. Halkbekämpning med saltblandad sand började redan i slutet av 1930-talet, och blev alltmer vanlig under 1960-talet. I mitten av 1980-talet var Stockholms sammanlagda gatulängd cirka 150 mil; av dessa saltades cirka 60 mil. Saltning fungerar dock inte vid temperaturer under -7 °C.
I samband med Norrmalmsregleringen infördes uppvärmda gångbanor med markvärme i Stockholms centrala delar. Systemet håller exempelvis gågator fria från snö och is och fungerar mycket effektivt. En markuppvärmd yta ger en komfortabel gatumiljö utan halka, snö eller slask, vilket leder till att konventionell snöröjning och halkbekämpning ej behövs. Nackdelen är att markvärme dock inte är gratis för de berörda fastighetsägarna.

### Snöröjning, historiska bilder

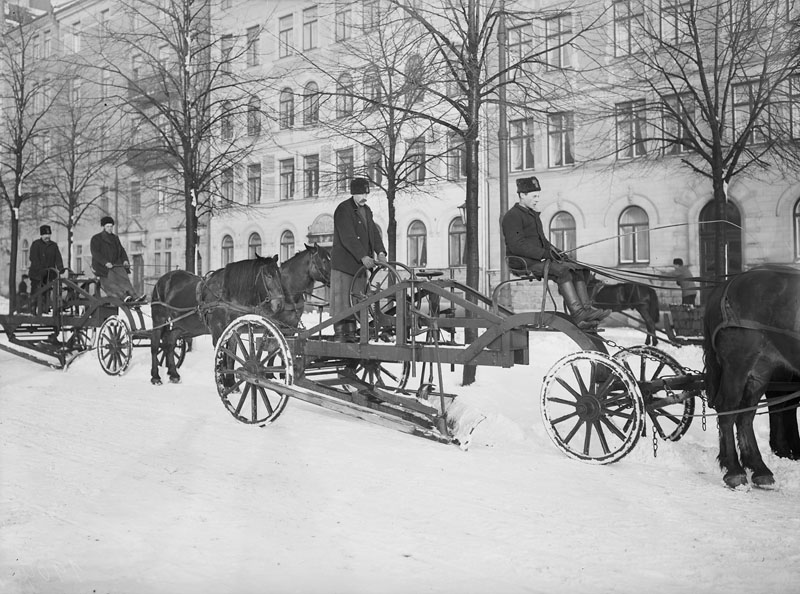
Hästdragen snöplog 1909
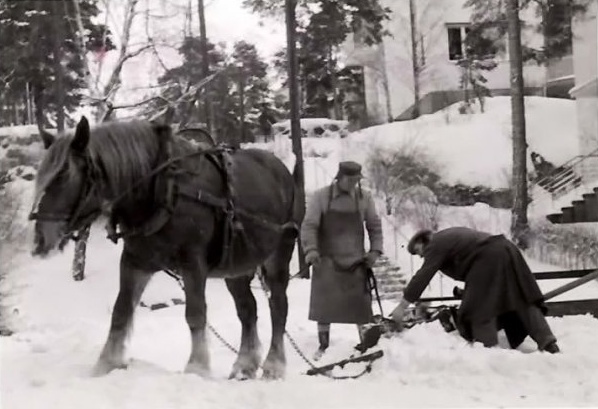
Hästdragen snöplog, 1950-talet
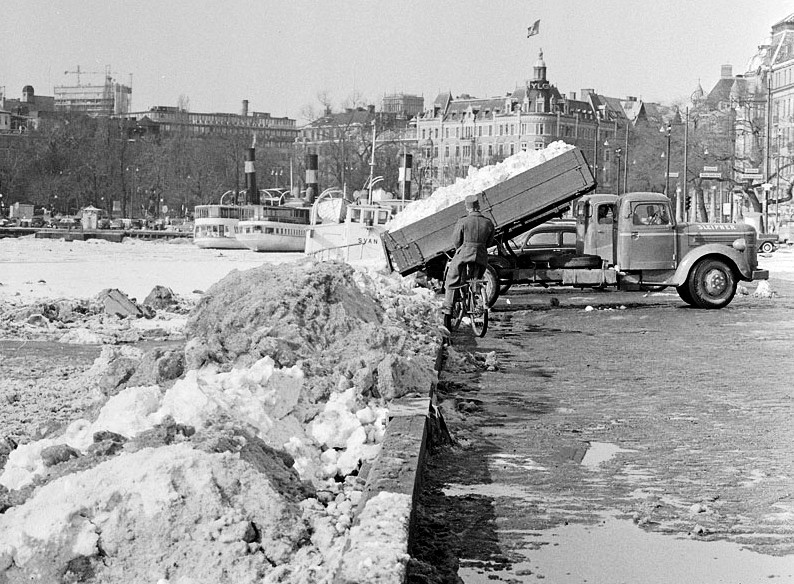
Snötippning vid Strandvägen 1958
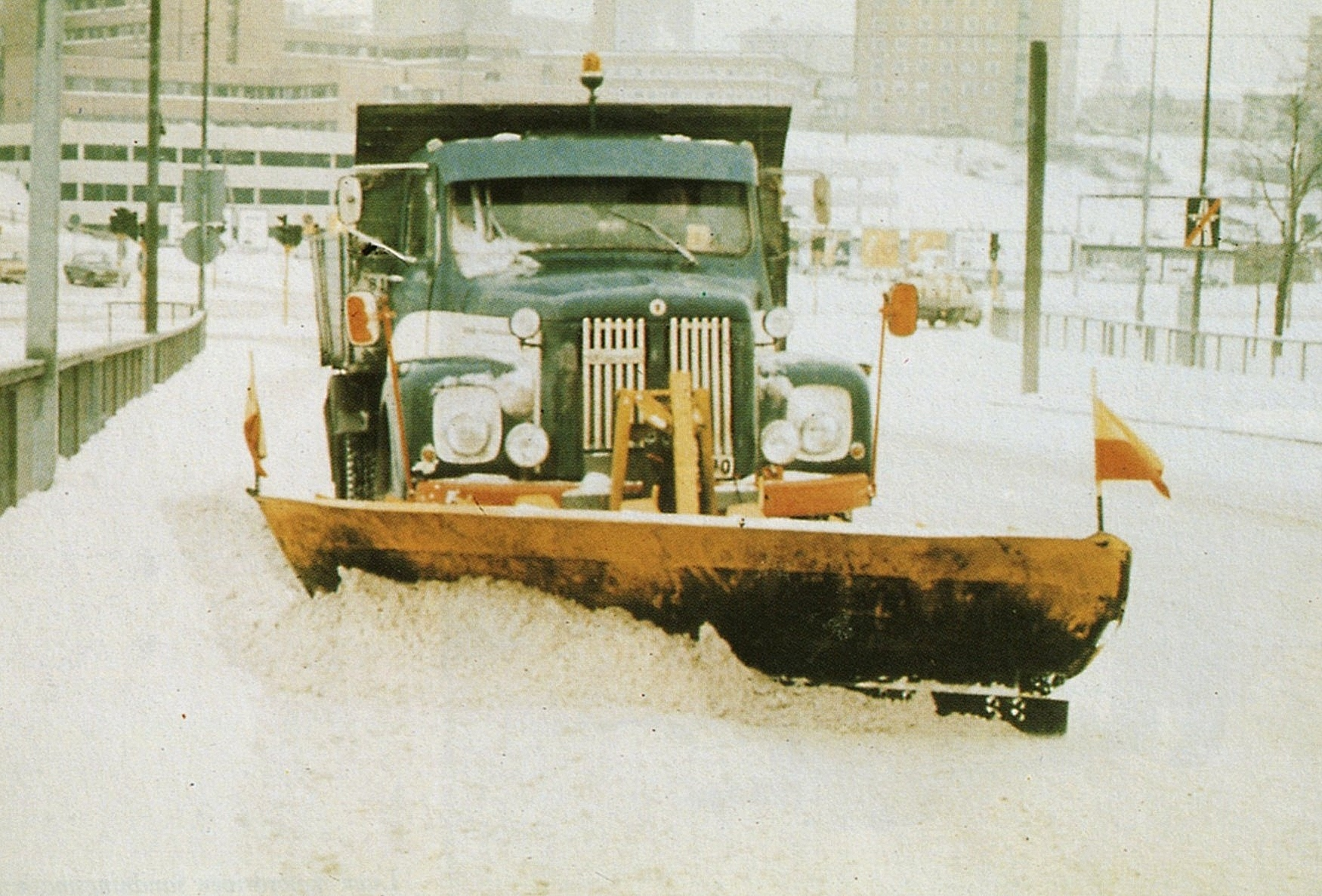
Plogning på 1960-talet

Den årliga upptagningen av strösand är ett annat område för Stockholms renhållning. Det rör sig om stora mängder strösand som sprids ut. Vintern 2012/2013 lades cirka 30 500 ton strösand ut på Stockholms gator, år 2011 var det hälften så mycket. En stor del följer med snösvängen eller försvinner vid töväder ner i avloppen, men knappt hälften måste sopas ihop. Numera kan sopsand oftast rengöras och återanvändas på olika sätt vilket minskar både deponeringen och uttaget av naturgrus.
För att bli av med snömassorna gjordes redan år 1910 försök med snösmältning. Vintern 1968-1969 provades tre snösmältningsmaskiner som sattes in där det var långt till lämpliga tipplatser. I samband med oljekrisen 1973 blev snösmältning alltför dyrt och maskinerna såldes igen.
Kritik mot dåligt utförd snöröjning i Stockholm är ingen nyhet. Vintern 1928-1929 var Lindarängsvägen under en hel vecka oframkomlig och cirka 1 000 man var sysselsatta att få bort snön. Vid ett annat tillfälle kunde man i en Stockholmstidning läsa att jämfört med Stockholm fungerade snöröjningen mycket bättre i Helsingfors, medan man samtidigt i en Helsingforstidning kunde läsa att Stockholms snöröjningsteknik var mycket bättre än den egna stadens.
För att vara förberett samarbetar Trafikkontoret med SMHI, där SMHI utfärdar prognoser och varningar, som exempelvis en ”klass 2”-varning.  ”Klass 2” är den näst högsta varningsnivån och innebär att väderutvecklingen kan ”innebära fara för allmänheten, stora materiella skador och stora störningar i viktiga samhällsfunktioner”; exempelvis kan stora snömängder och drivbildningar väntas. Trafikkontoret höjer då beredskapen för sina snöröjningsentreprenörer, som enligt ett prioriteringssystem utför plogning av hela det offentliga gatusystemet. Huvudgator och bussgator rensas först, lokalgator och villakvarter sist. Snöröjningen på spårbundna trafiksystem ingår inte i Trafikkontorets uppgifter, utan utförs genom Banverkets initiativ.
Den snörika och långa vintern 2009/2010 kostade Stockholms stad 215 miljoner kronor exklusive kostnad för skador som uppstod genom snöröjningen längs stadens gator. Därmed överskreds budgeten med 65 miljoner kronor, motsvarande 40 procent.

### Snöröjning, nutida bilder

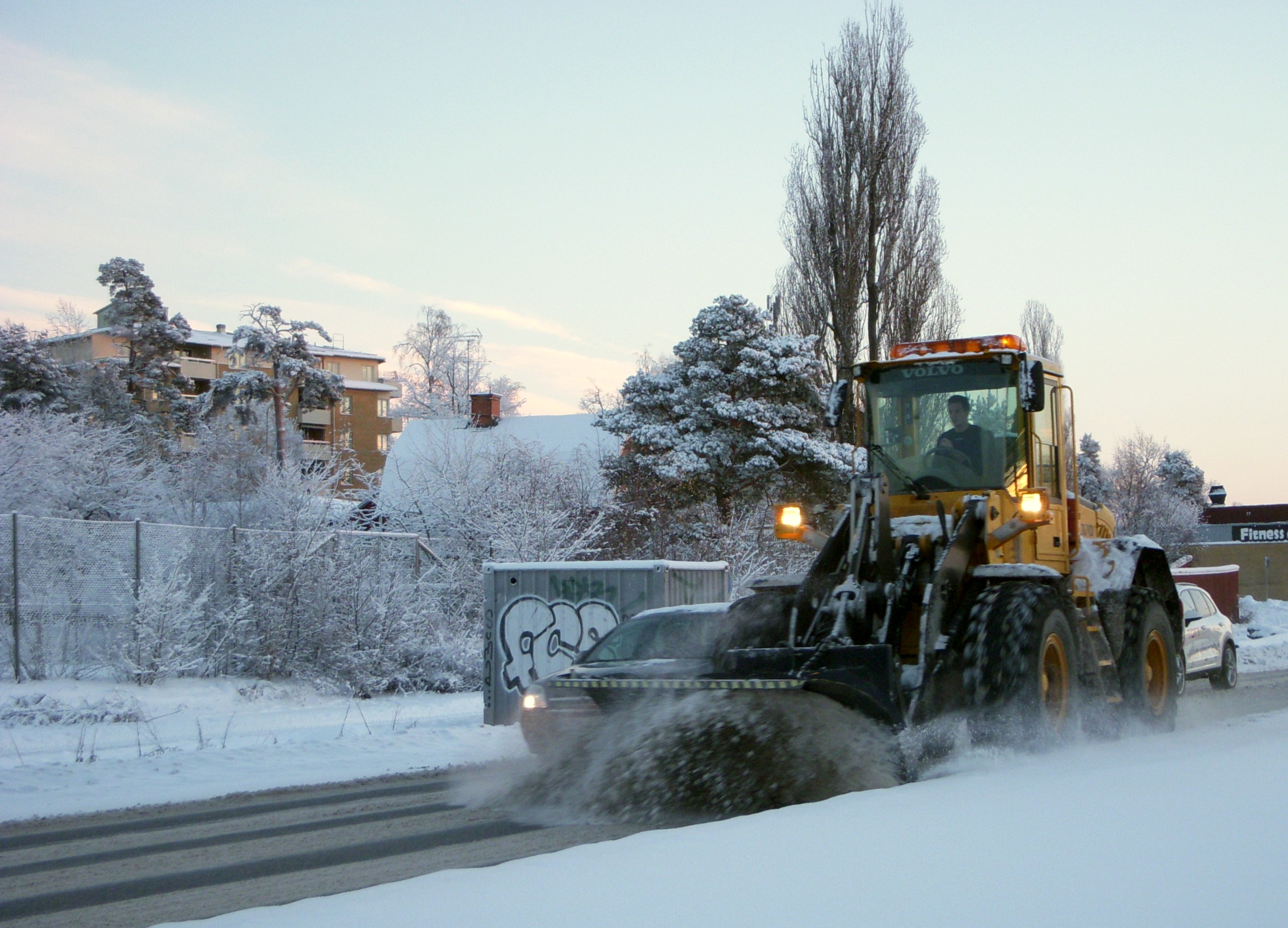
Plogning av huvudgata 2010
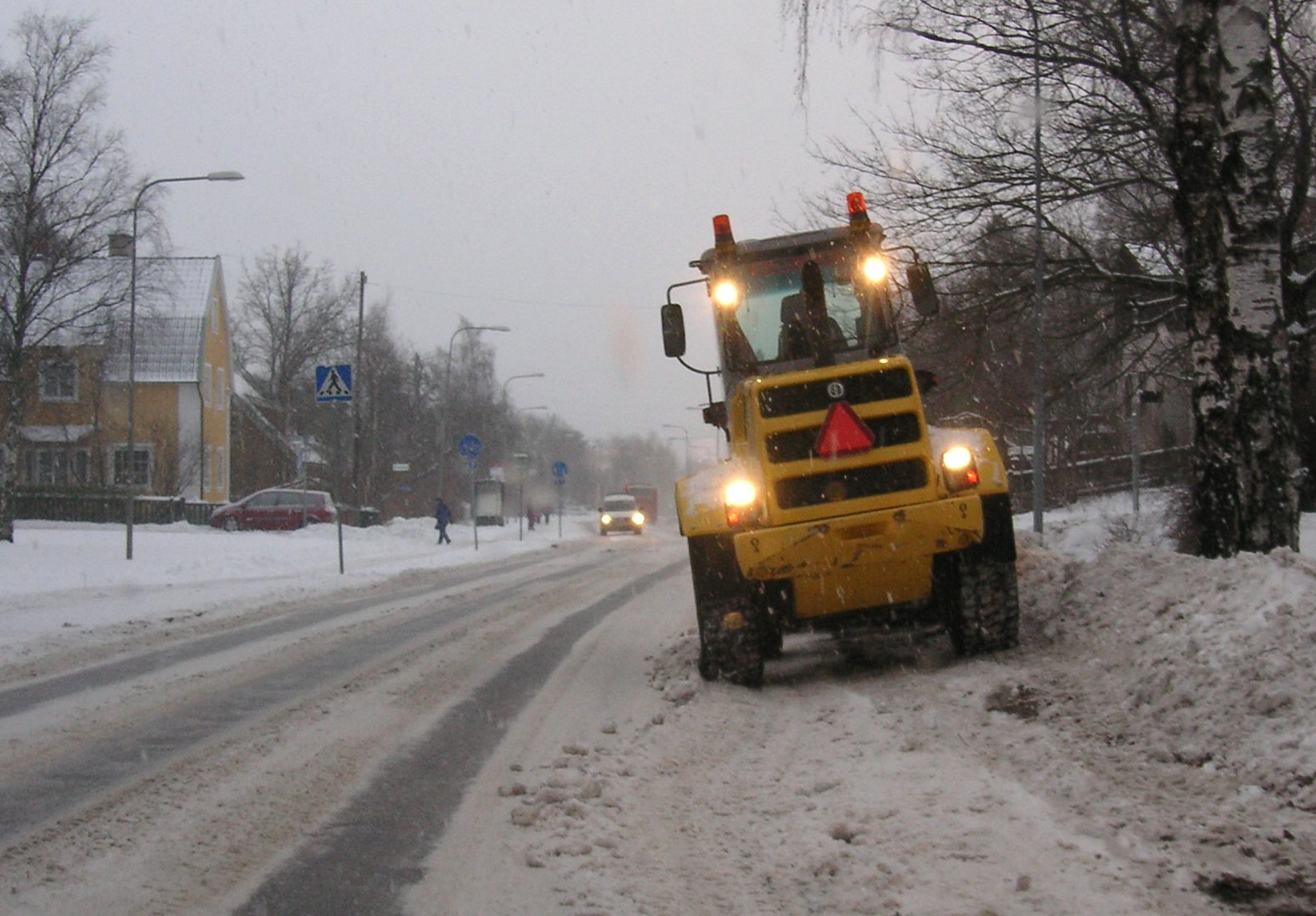
Plogning i Mälarhöjden 2010
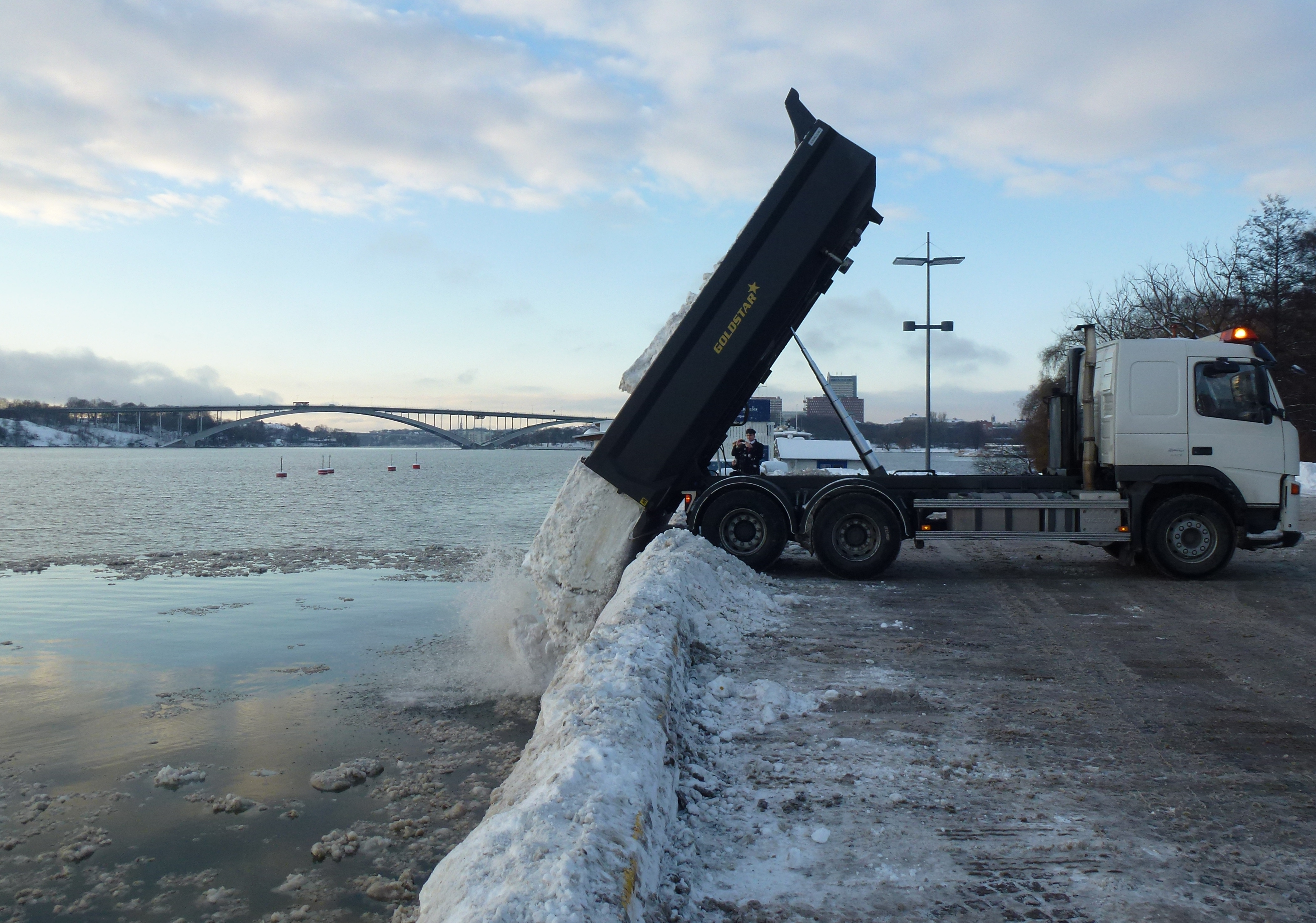
Tippning, Norr Mälarstarnd 2012
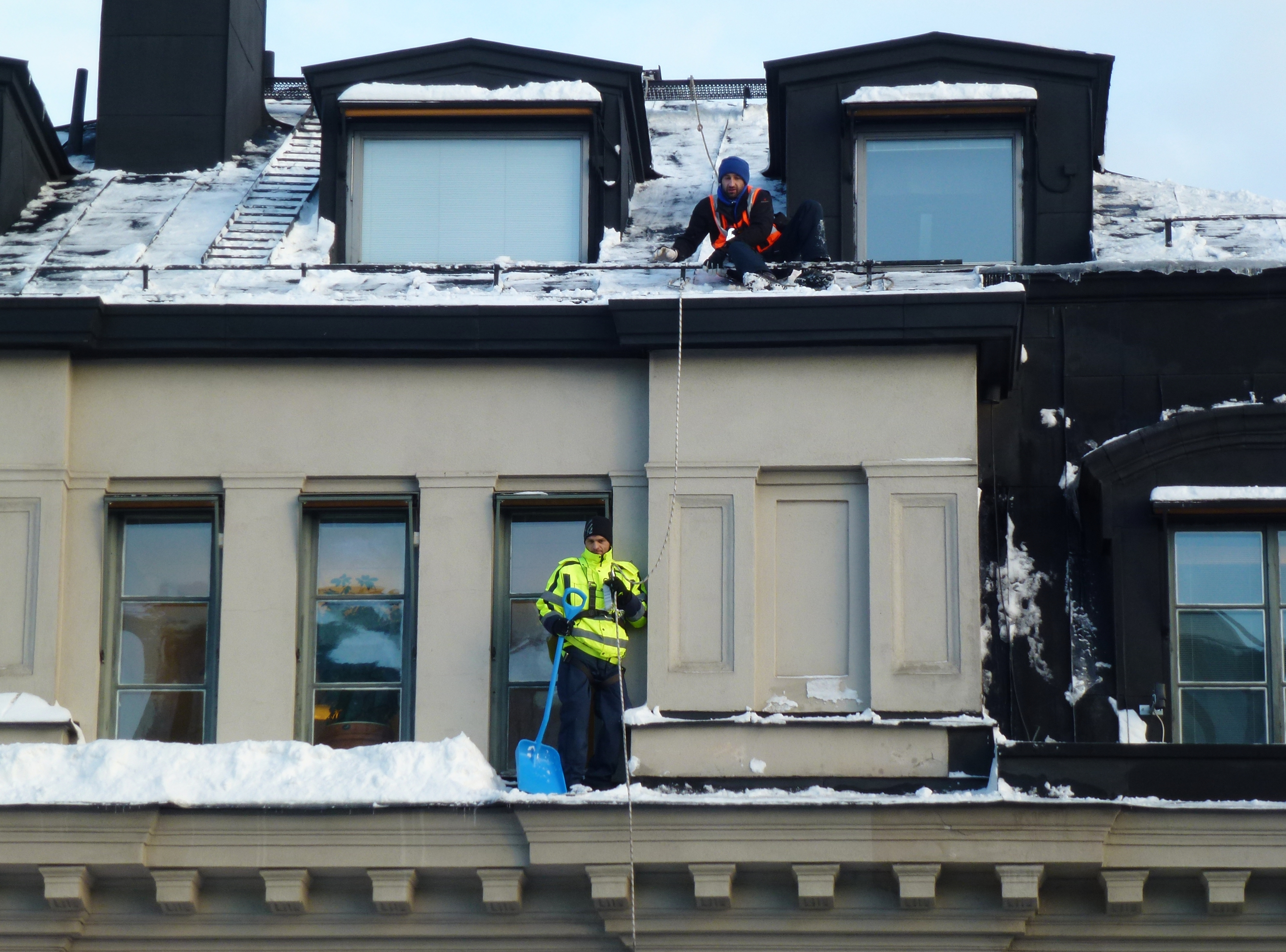
Takskottning, Centralstationen

### Renhållning av vattendrag

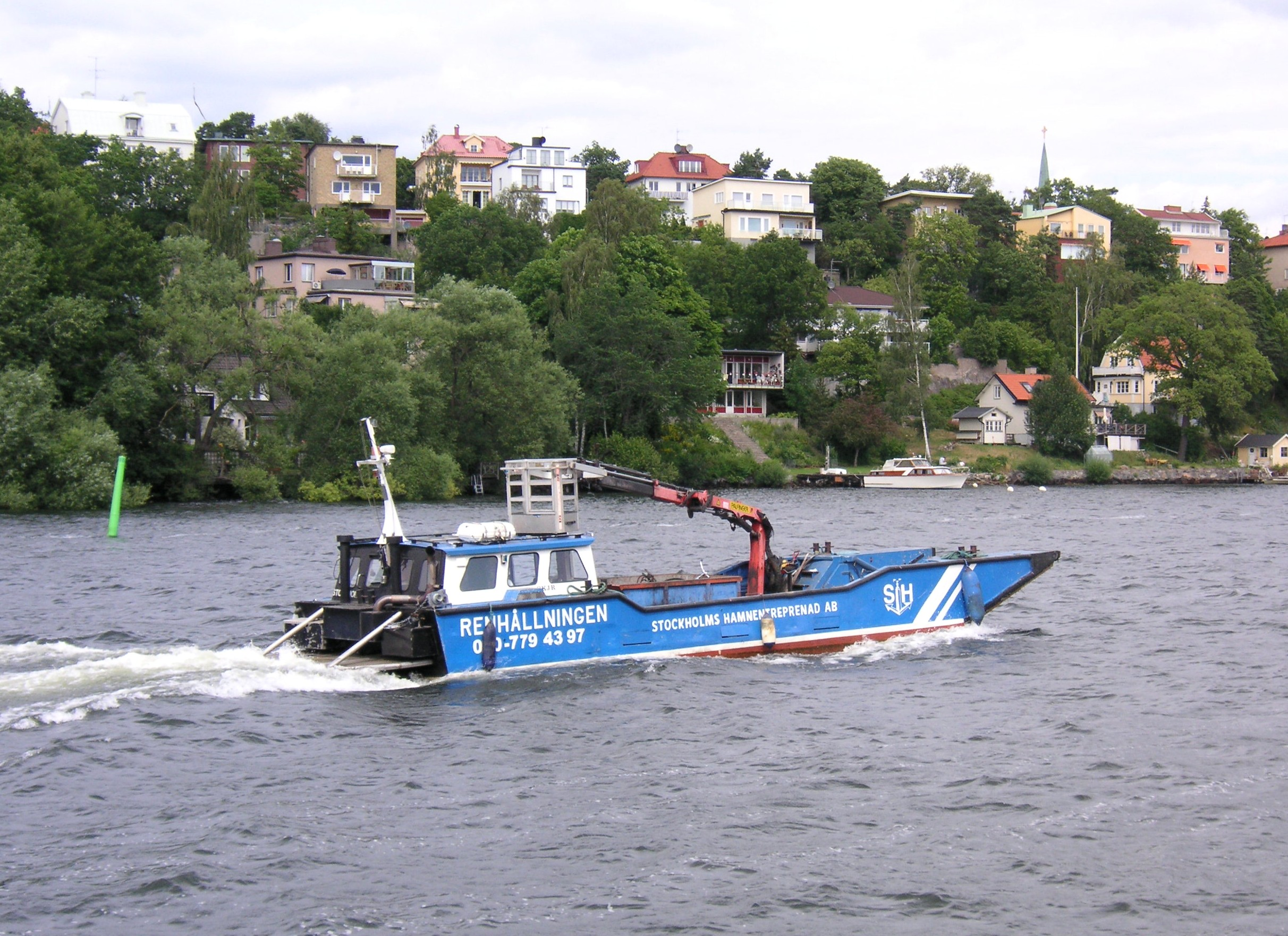
Renhållningsbåten på Essingesundet.

För att hålla Stockholms vattendrag rena från flytande smuts  har Stockholms hamnar numera en speciell renhållningsbåt som är sysselsatt med att håva upp alltifrån tomma engångsflaskor, kuddar och burkar till bortkastade kaffemuggar och plastförpackningar. Det tycks vara ett evighetsarbete. 2010 lade dåvarande miljöminister Andreas Carlgren fram ett förslag om skärpta tag mot nedskräpning, med böter på 1 000 kronor som kan utkrävas på plats av polisen.

### Organisation
År 1993 genomfördes en omorganisation inom Gatu- och fastighetskontoret som innebar att gaturenhållningen skulle konkurrensutsättas. Sedan dess är det åter igen privata entreprenörer som sköter bland annat gatusopning och snöröjning i Stockholm. Huvudansvaret bär Trafikkontoret, som verkställer trafik- och renhållningsnämndens beslut. För närvarande (år 2010) är Ulla Hamilton ordförande för trafik- och renhållningsnämnden.

## Sophämtning

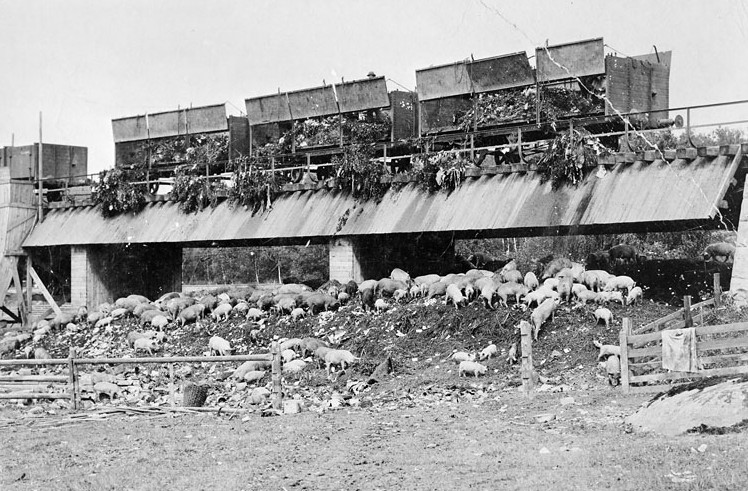
Grisar ”sorterar” sopor på Lövsta.

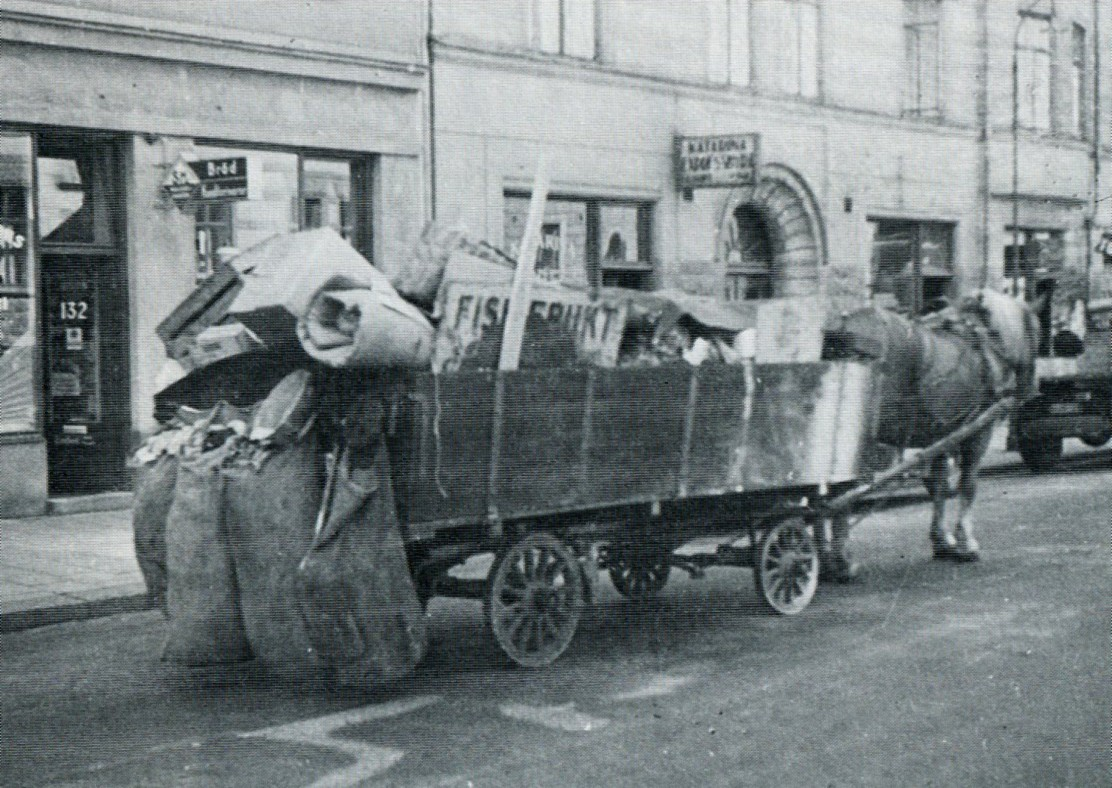
Sophämtning längs Åsögatan 1938.

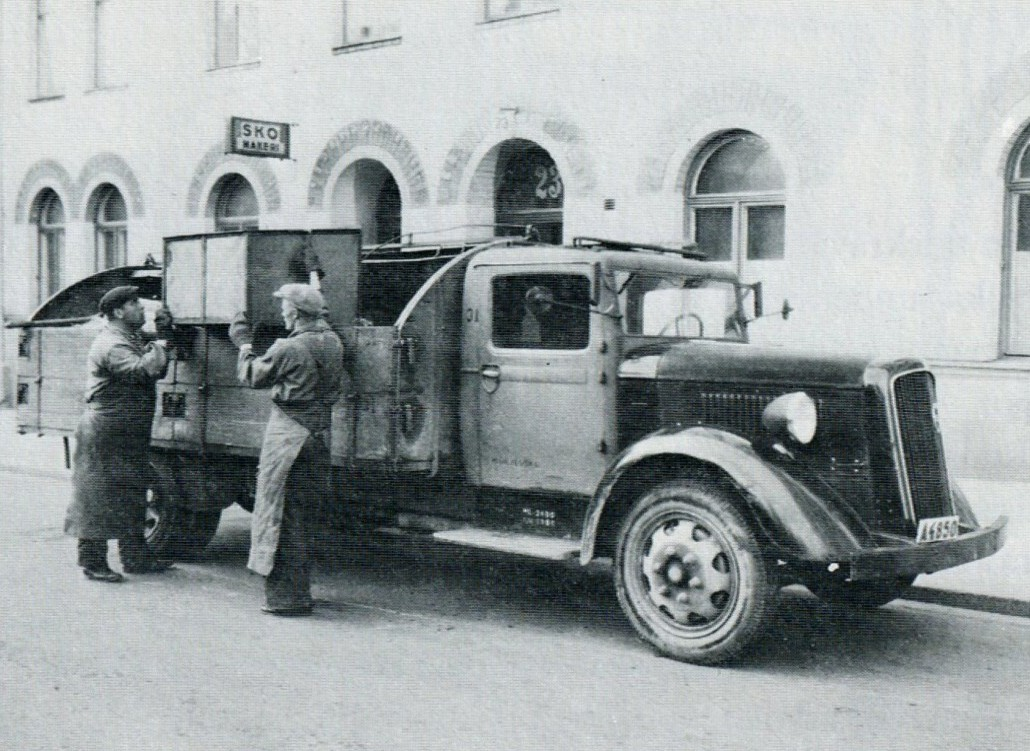
Sopbil av modell 1939.

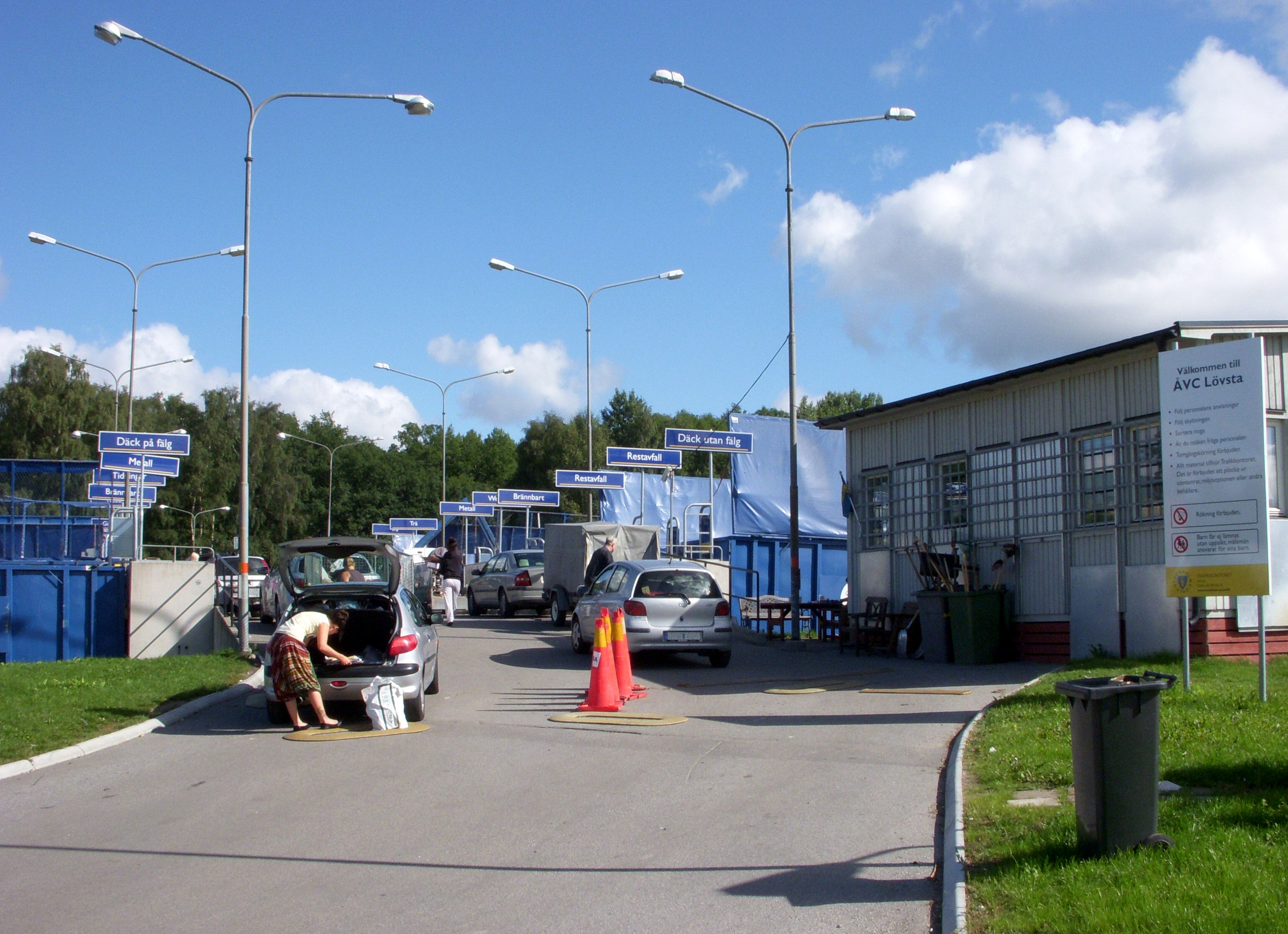
Återvinningscentral i Lövsta.

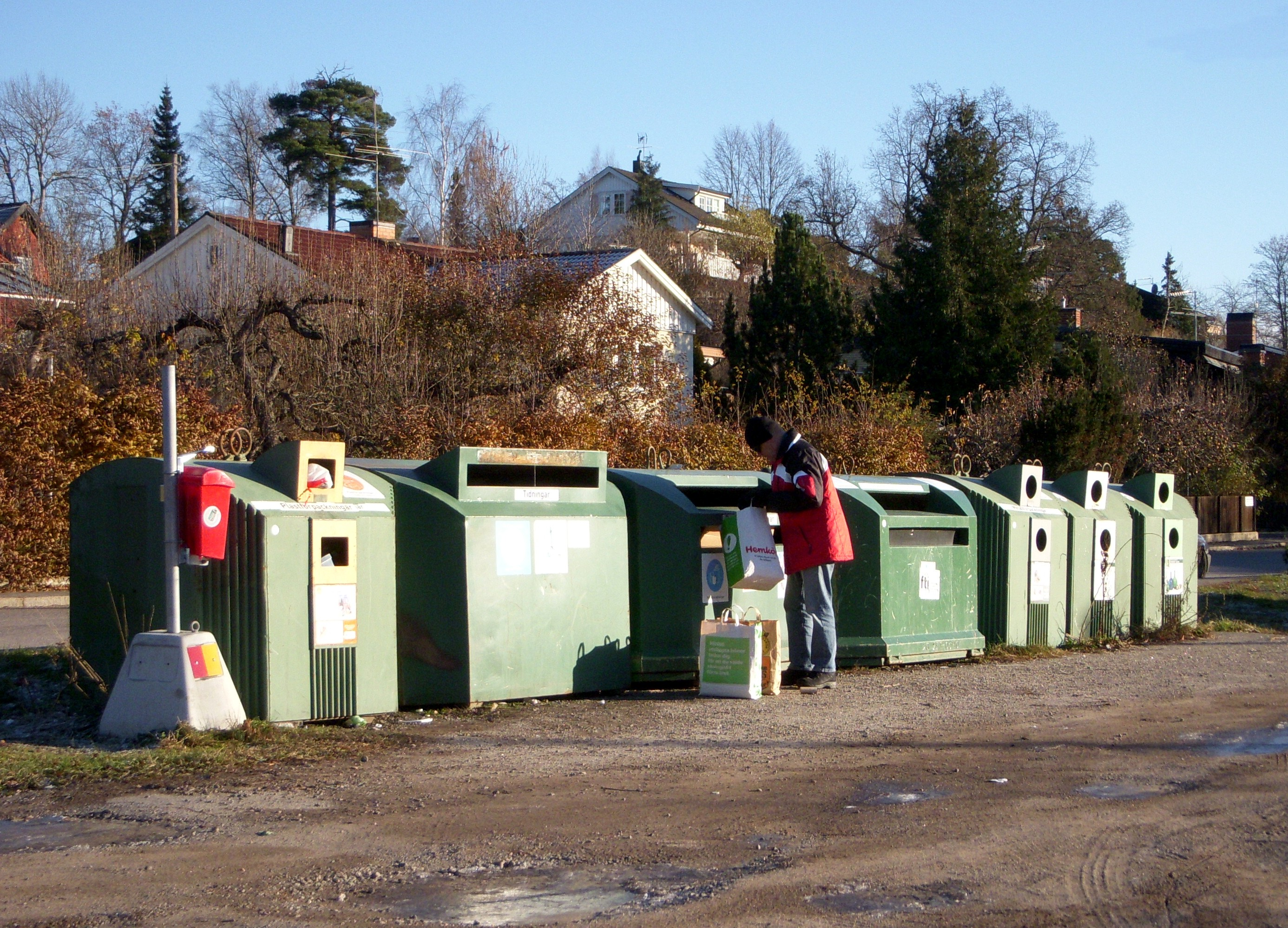
Återvinningsstation i Älvsjö.

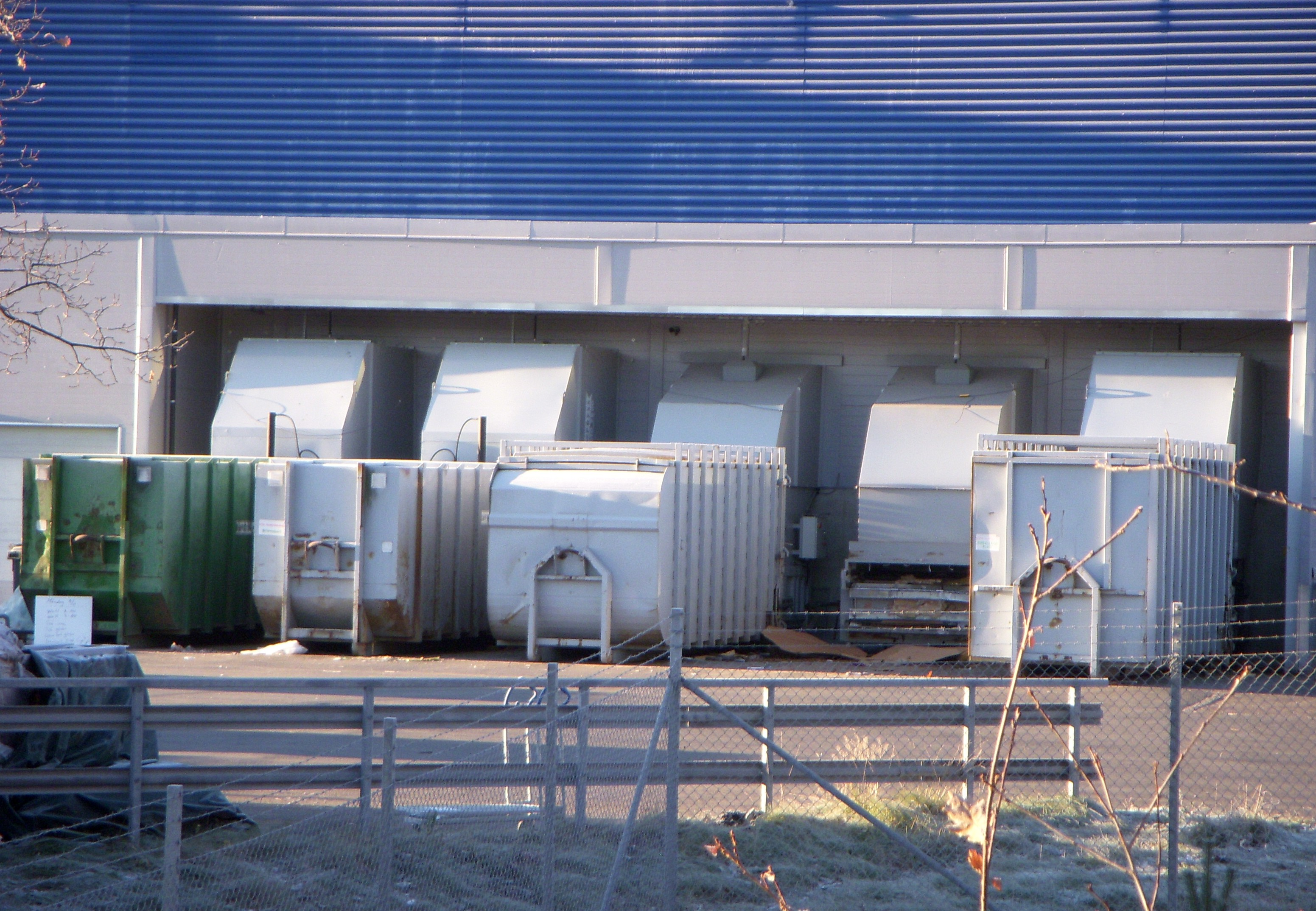
Stationära sopcontainer med komprimator vid Ikea Kungens kurva.

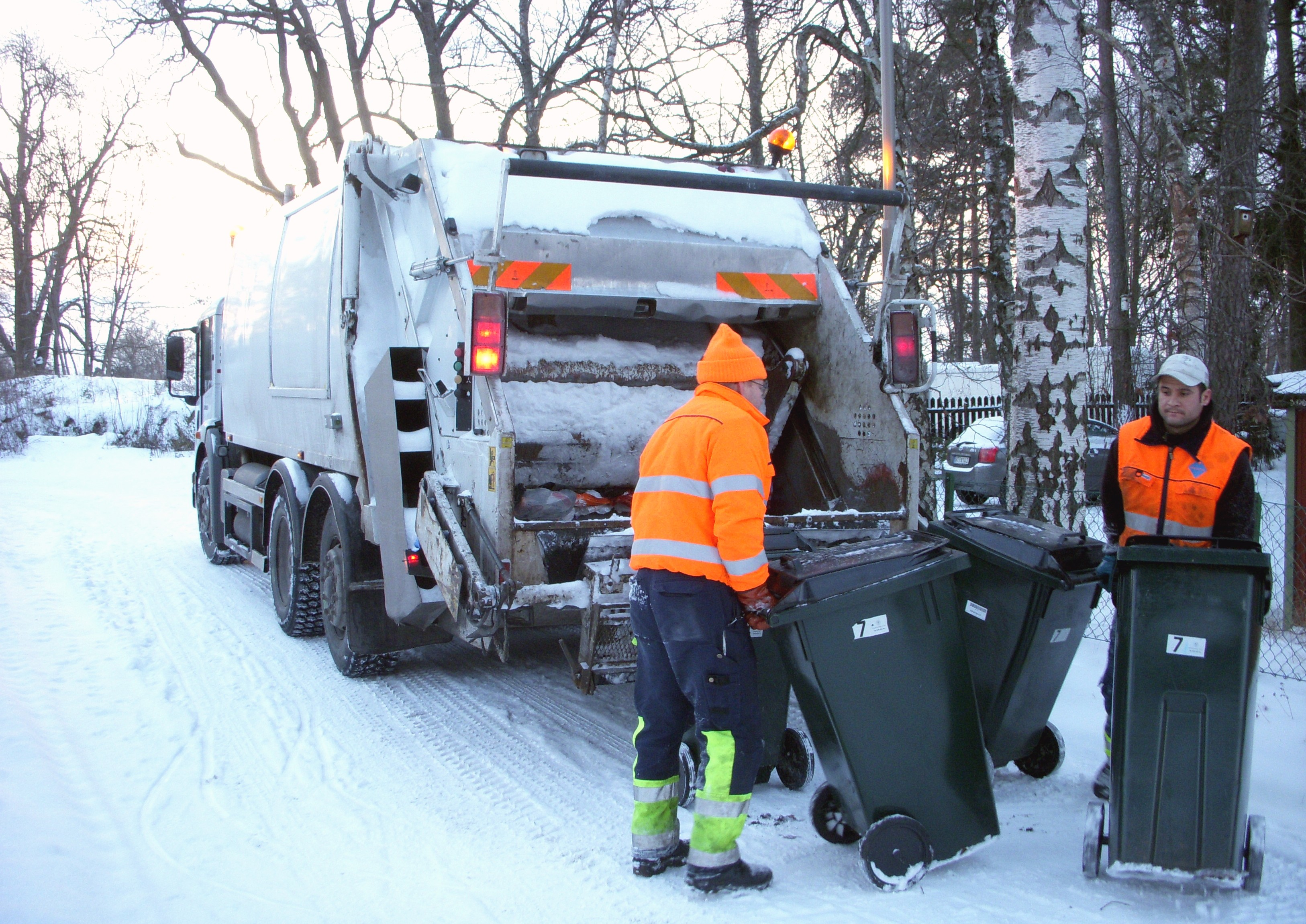
Sophämtning av ”RenoNorden”.

Vid sekelskiftet 1900 var det entreprenörer som forslade bort hushållssopor, en av dem var stadens eget renhållningsverk som huvudsakligen skötte sophämtning från stadens fastigheter, bland de övriga fanns AB Sleipner, Södra Åkeri- och Renhållnings AB och AB J. E. Zachrisson.
Tidiga sopfordon var enkla tippbara kärror i vilka man hällde soporna öppet. Från 1924 användes lastbilar för sophämtning. Chauffören och en medhjälpare bildade ett hämtningslag som endast hämtade soporna från fastigheten. Skräpet på bilen täcktes med en presenning, senare infördes skjutluckor och 1938 köptes den första vagnen som kunde komprimera (pressa ihop) avfallet. I Stockholms nybyggda förorter infördes  på 1930- och 1940-talen  en annan nyhet; sopnedkastet. Den förenklade för hushållen men skapade stora, svårhanterliga uppsamlingskärl i husens källare.
På 2000-talet började sophämtning av soptunnor med lastbil och enbart en hämtningsperson (chauffören), denne behöver inte längre lämna sin bil utan tömmer sopkärlet från förarstolen med hjälp av en lyftarm direkt in i fordonens behållare. För att slippa sopkärl och sopbilen helt finns i Hammarby sjöstad ett system med sopsug, där avfallet via nedgrävda ledningstunnlar uppsamlas på vissa ställen för vidaretransport. Även för Gamla stan finns planer för ett liknande system.

### Deponi och förbränning
Soporna kördes ut till Lövsta sopstation med den så kallade kallad ”Silverpilen” och lades på deponi eller eldades upp. Innan den första sopförbränningsanläggningen uppfördes 1907, lät man grisar böka och plocka i de tippade soporna. 1901 beslöt Stockholm stad att det var bäst att bränna soporna och man började bygga den första sopförbränningsanläggning på området. Sex år senare kunde den tas i bruk med full kapacitet. Anläggningen klarade som mest att bränna 160 ton sopor per dag. Denna kapacitet visade sig snart inte vara tillräcklig och man blev tvungen att bränna sopor i det fria eller tippa dem i en vik av Mälaren, som fanns intill anläggningen. Bara 1931 tippade man 80 000 ton sopor i Mälaren.
Redan 1923 började man därför fundera över att sluta tippa avfallet i Mälaren och planerna med ytterligare en förbränningsanläggning tog gestalt. Olika placeringsalternativ närmare Stockholm gicks igenom och slutligen beslöt stadsfullmäktige 1936 att bygger en andra sopförbränningsanläggning på Lövsta. År 1938 invigdes den nya förbränningsanläggningen nr 2. Industribyggnaden hade ritats av arkitekt Holger Blom i en distinkt funktionalistisk stil.
Fortfarande på 1960-talet fanns på Lövsta en stor soptipp med svärmar av fiskmåsar över den. 1986 lades Lövstaverket ner. Numera är den tidigare mälarviken helt igenfylld och en ny strandlinje skapades, den gamla tippen är en gräsbevuxen kulle och på platsen för verket finns idag (2010) återvinningscentralen ÅVC Lövsta .
Högdalenverket uppfördes åren 1966 till 1970 efter ritningar av arkitekt Anders Berg som sopförbränningsanläggning. Fjärrvärmeproduktion inleddes 1979. Idag (2009) har verket 6 st pannor, 4 avfallseldade, 1 CFB-panna, och en oljepanna.

### Sortering och återvinning
Redan 1907 infördes en tidig form av sopsortering. Hushållsavfallet skulle delas upp på ”gödsel-sopor” (matrester, aska, blommor, frukter m.m.) och ”skräp-sopor” (papper, lump, plåt, glas, porslin m.m.) Hushållsavfallets tvådelning avskaffades igen 1927.
På Lövsta sopstation började man omkring år 1910 att sortera sopor. Längs transportbandet som förde soporna från järnvägsvagnarna till förbränningsugnarna stod arbetare som plockade ut det som ansågs vara värdefullt som papper, lump, järn och glas.
I maj 1975 beslöt Sveriges riksdag att råvaror borde nyttjas med återhållsamhet och att återvinning av använt material skulle eftersträvas. 1977 började kommunens eget företag Stockholms Kommuns Avfallsförädling (SKAFAB) sin verksamhet. SKAFAB ersattes senare av Renhållningsförvaltningen i Stockholm som sedan 2006 är en del av Trafikkontoret.
År 2007 producerade Stockholms invånare 237 000 ton hushållssopor. Av detta beräknas en dryg tredjedel vara matavfall. I dag eldas nästan alla stockholmarnas hushållssopor upp i förbränninganläggningar i Högdalenverket (invigd 1970) i Högdalen och i det nybyggda Uppsala Block 5 (invigd 2005) i Uppsala. Energin omvandlas där till fjärrvärme. Men genom rötning i särskilda anläggningar kan matresterna även användas till att framställa biogas. Istället för att sortera ut matavfallet finns för närvarande (2010) idéer om att genom en avfallskvarn i diskbänkens avlopp mala ner, spola och skicka matrester via avloppsledningarna till Stockholm Vattens reningsanläggningar, där de kan förvandlas till biogas. Tidigare fanns en ”straffavgift” på matavfallskvarnar på 390 kronor per år, men den har redan slopats av regeringen och meningen är att stimulera användandet av avfallskvarnar.

### Industriavfall
Stadens renhållningsmonopol omfattar huvudsakligen hantering av hushållssopor och fastighetens grovsopor. Grovsopor från företag däremot ingår inte i monopolet utan  ordnas av företaget genom avtal med en sopentreprenör. I anslutning till varuhus och köpcentra eller andra stora sopproducenter finns i regel sopcontainer med påbyggd komprimator som trycker ihop avfallet och reducerar så volymen. Även här gäller sortering. Det kan bli rätt stora mängder av exempelvis förpackningar. Det finns stationära komprimatorer och mobila sådana. Storleken brukar variara mellan 10 och 20 m3. Utrustningen kan företaget köpa in själv eller hyra av en sopentreprenör som även ordnar bortforsling av avfallet.

### Miljöstationer och återvinningscentraler
Idag gäller att avfall som inte får slängas i soppåsen skall sorteras ut och lämnas på bland annat  miljöstationer, återvinningscentraler och återvinningsstationer.
- Miljöstation är där hushåll kan lämna farligt avfall som batterier och lysrörslampor. Miljöstationer finns i anslutning till en del bensinstationer och på återvinningscentralerna.
- Återvinningscentral (ÅVC) är en bemannad anläggning där privatpersoner kostnadsfritt kan lämna grov- och elavfall samt farligt avfall. Det finns fem återvinningscentraler i Stockholms kommun.
- Återvinningsstation (ÅVS) är gröna behållare ute på stan där hushåll kan lämna papper, glas, plast, förpackningar och tidningar. Det finns cirka 250 återvinningsstationer runt om i Stockholm.

### Organisation
Ända fram till 1972 var stadens sophämtning en blandning av privata och kommunala aktörer, där fastighetsägaren kunde bestämma vem som skulle hämta soporna. Enligt ett riksdagsbeslut infördes den 1 januari 1970 det kommunala renhållningsmonopolet.  För Stockholm innebar det en omorganisations som resulterade i att gatukontoret och tidigare entreprenörer skulle sköta uppgiften. Varje aktör fick sig tilldelat ett så kallat entreprenörområde av Stockholms kommun.
Numera (2010) är det Trafikkontoret som tecknar avtal med olika entreprenörer om sophämtning. Från september 2010 kommer Ragn-Sells att sköta sophämtningen på Kungsholmen. Det norska renhållningsföretaget RenoNorden A/S sköter hämtningen på Norrmalm och Östermalm. RenoNorden fick även entreprenaden för sophämtningen i Enskede-Årsta-Vantör, Älvsjö, Farsta strand och i de nordvästra förorterna  Hässelby-Vällingby, Spånga, Tensta, Rinkeby och Kista. Ett avtal har också tecknats mellan staden och RenoNorden om insamling av hushållssopor med mobil sopsug.
I grannkommunerna är det huvudsakligen SRV Återvinning som sköter insamling och hantering av hushållssopor och avfall i bland annat Botkyrka, Haninge, Huddinge, Nynäshamn och Salem.

### Noter

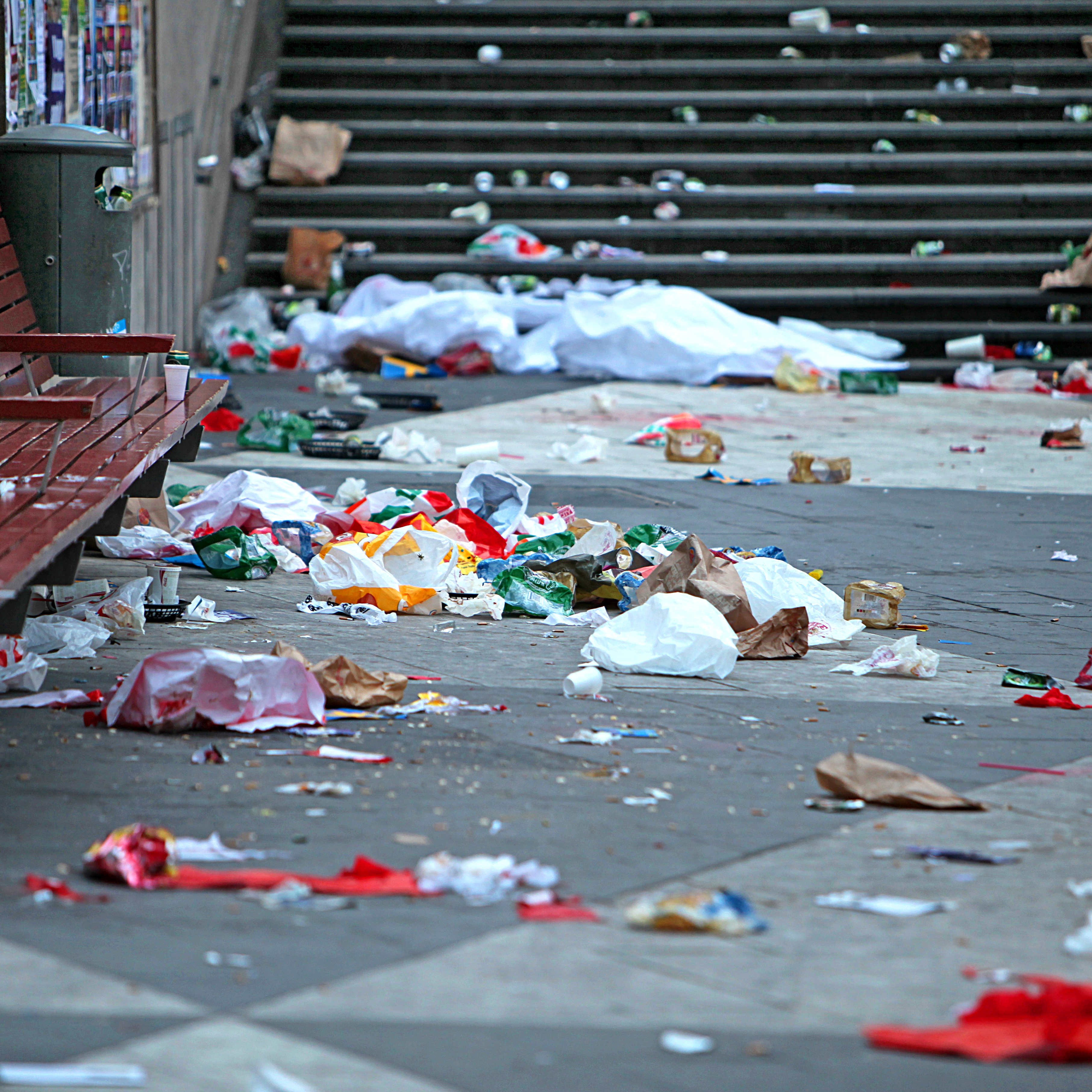
Att hålla en stad ren är ett evighetsjobb: Sergels torg den 6 juni 2009 efter förlusten mot Danmark i Sveriges herrlandskamper i fotboll 2009.